# Histoire de l'United States Navy
L'histoire de l'United States Navy, marine militaire des États-Unis, se divise en deux grandes périodes : l'Old Navy, une flotte relativement petite mais respectée qui a apporté un grand nombre d'innovations comme l'utilisation des cuirassés durant la guerre de Sécession, et la nouvelle marine, la New Navy, résultat d'un effort de modernisation commencé dans les années 1880 et qui aboutit à la constitution de la plus grande marine au monde dans les années 1920.
La marine des États-Unis est officiellement créée le 13 octobre 1775 avec l'adoption par le Second Congrès continental d'une résolution créant la Continental Navy. À la fin de la guerre d'indépendance des États-Unis, la marine continentale est dissoute. Mais sous la présidence de George Washington les menaces grandissantes des pirates dans la Méditerranée sur la marine marchande américaine conduisent à la Loi navale de 1794, qui crée une marine permanente. La construction des six premières frégates de l’US Navy est autorisée dans le cadre de cette loi. Au cours des 20 années suivantes, la marine américaine combat la marine française lors de la Quasi-guerre (1798–1799), les États barbaresques dans les première et seconde guerre barbaresque, et les Anglais dans la guerre anglo-américaine de 1812. Entre la guerre de 1812 et la guerre américano-mexicaine en 1846, les États-Unis demeurent en paix, et la Marine effectue essentiellement des opérations contre la piraterie dans la Méditerranée et la mer des Caraïbes, et lutte contre la traite des esclaves. En 1845, l’Académie navale est fondée. En 1861, la guerre civile américaine commence et la marine américaine dépendante de l'Union combat la petite Marine confédérée avec des bateaux à voiles et ses premiers bateaux blindés tout en imposant un blocus maritime aux États confédérés. Après la guerre civile, la plupart de ses navires sont mis en réserve, et en 1878, la Marine ne dispose plus que de 6 000 hommes.
En 1882, l'US Navy est composé d’un grand nombre de navires obsolètes. Au cours de la décennie suivante, le Congrès approuve la construction de croiseur cuirassé et de cuirassé modernes blindés, et entre 1870 et le début du XXe siècle, l'US Navy passe de la douzième place à la cinquième place mondiale en nombre de navires. Après avoir remporté deux batailles majeures au cours de la guerre hispano-américaine en 1898, la Marine continue à construire plus de navires, et à la fin de la Première Guerre mondiale, elle dispose de plus d'hommes et de femmes en uniforme que la Royal Navy. La Conférence navale de Washington reconnaît la puissance comparable de l'US Navy et de la Royal Navy, et pendant les années 1920 et 1930, la Marine construit plusieurs porte-avions et cuirassés. La Marine américaine entre dans la Seconde Guerre mondiale après l'attaque japonaise sur Pearl Harbor le 7 décembre 1941. Elle se bat durant quatre années lors de nombreuses batailles historiques, y compris la bataille de la mer de Corail, la bataille de Midway, plusieurs batailles navales au cours de la campagne de Guadalcanal, et la plus grande bataille navale de l'histoire, la bataille du golfe de Leyte. L'US Navy est aussi impliqué dans un grand nombre d'opérations logistiques et amphibies avec de nombreux débarquements sur le front pacifique, avec la Stratégie du saute-mouton, mais aussi lors des débarquements effectués sur le théâtre européen. Après la capitulation japonaise, une grande flottille entre de la baie de Tokyo pour assister à la cérémonie officielle de reddition sur le cuirassé Missouri. À la fin de la guerre, la Marine dispose de plus de 1 600 navires de guerre.
Après la Seconde Guerre mondiale, l'US Navy avec les États-Unis entre dans la guerre froide et participe à la guerre de Corée, la guerre du Vietnam, la guerre du Golfe, la guerre du Kosovo, la guerre d'Afghanistan (depuis 2001) et la guerre en Irak. La technologie nucléaire et les missiles balistiques conduisent au développement depuis la fin des années 1950 de nouveaux systèmes de propulsion et de systèmes d’armes utilisés actuellement dans les porte-avions de classe Nimitz et les sous-marins nucléaire dont ceux de la classe Ohio. À la fin des années 1970, le nombre de navires tombe en dessous de 400, dont la construction d'un grand nombre remonte à la Seconde Guerre mondiale. Cela incite Ronald Reagan à mettre en place un programme de rénovation de la marine avec le plan Marine de 600 navires. Au début des années 2010, les États-Unis demeurent encore la superpuissance navale incontestée dans le monde, avec la capacité à s'engager et à projeter sa puissance sur deux conflits simultanés sur des fronts séparés.

## Fondation de laOld Navy

### LaContinental Navy(1775-1785)
Pour un article plus général, voir Continental Navy.

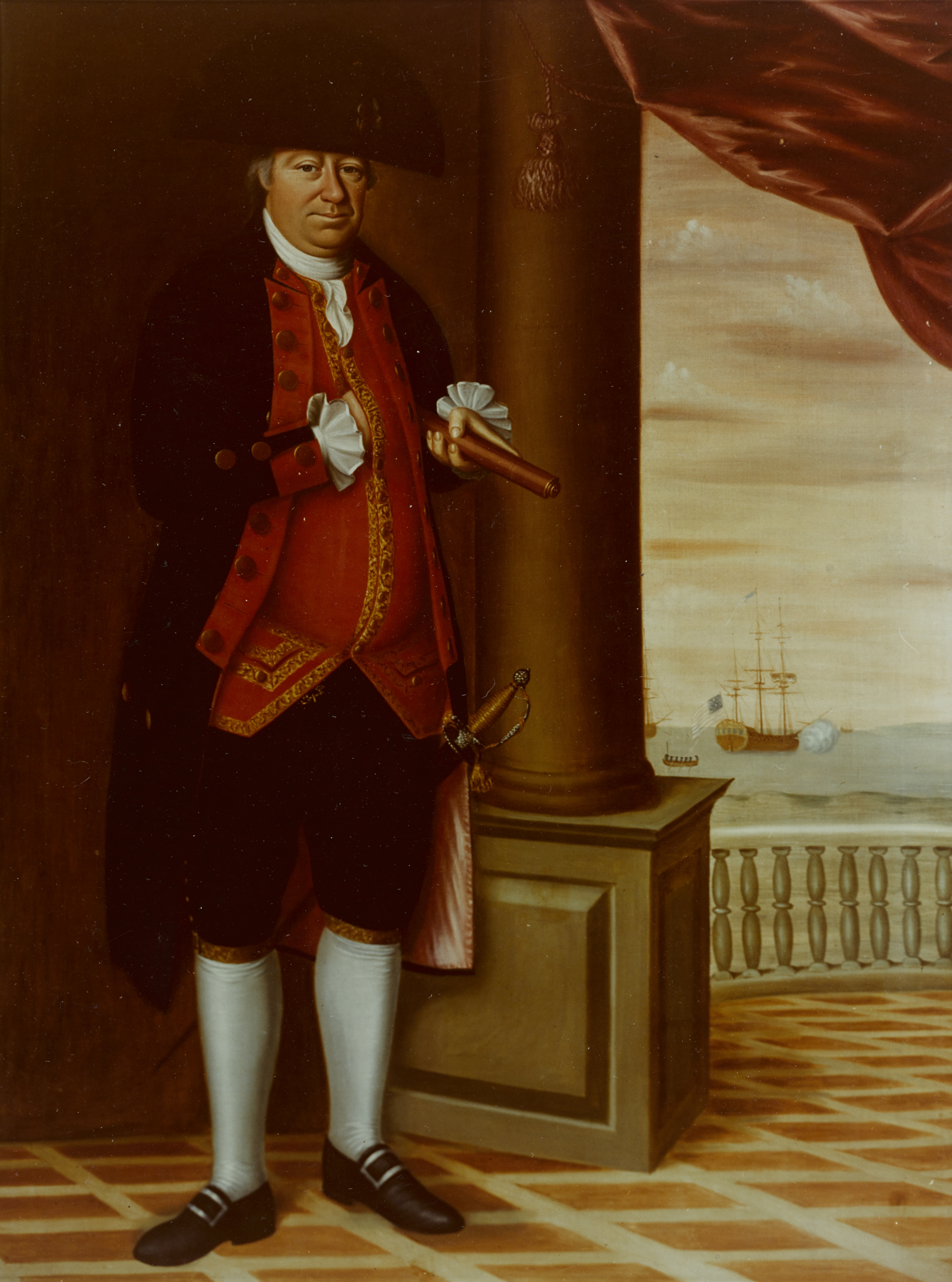
Commodore Abraham Whipple. Peinture d'Edward Savage, 1786.

L’US Navy s’ancre sur la tradition maritime américaine, qui a produit une grande communauté de marins, capitaines et de constructeurs navals dès l'époque coloniale. Pendant la Révolution américaine, plusieurs États exploitaient leur propre marine. Le 12 juin 1775, l'Assemblée générale du Rhode Island (Rhode Island General Assembly) adopte une résolution créant une marine pour la colonie du Rhode Island afin de défendre le commerce de la colonie. Le même jour, le gouverneur du Rhode Island Nicholas Cooke (en) signe des ordres adressés au capitaine Abraham Whipple, afin de qu'il prenne la tête de cette flotte initialement constituée de la corvette Katy (futur USS Providence (1775) (en)).
La création formelle d'une marine continentale trouve donc pour origine la volonté du Rhode Island de défendre l'activité de contrebande généralisée de ses marchands violemment harcelés par les frégates britanniques. Le 26 août 1775, le Rhode Island adopte une résolution afin de défendre la constitution une flotte Continentale unique financée par le Congrès continental. La résolution est présentée au Congrès continental, le 3 octobre 1775. Dans le même temps, George Washington avait commencé à acquérir des navires, à commencer par la goélette USS Hannah (en) achetée par Washington lui-même. L’USS Hannah est lancé le 5 septembre 1775, à partir du port de Beverly (Massachusetts). La Continental Navy est établi officiellement le 13 octobre 1775 par l'adoption de la résolution du Congrès continental à Philadelphie, en Pennsylvanie. En ce jour, le Congrès autorise l'achat de deux navires et leur armement afin de s’attaquer aux navires marchands britanniques. Par la suite, le Congrès décide le 13 décembre 1775, la construction sous trois mois de treize frégates : cinq navires de 32 canons, cinq avec 28 canons et trois avec 24 canons. Les Américains avec Abraham Whipple en encore Jeremiah O'Brien (en) se lancent alors dans une guerre de course contre les Britanniques.
Sur le lac Champlain, Benedict Arnold ordonne la construction de 12 navires pour ralentir la flotte britannique qui envahissait New York depuis le Canada. La flotte britannique détruit la flotte d'Arnold, cependant cette dernière réussit à ralentir la progression des Britanniques après une bataille de deux jours, connus sous le nom de Bataille de l'île Valcour. À la mi- 1776, un certain nombre de navires dont les treize frégates approuvées par le Congrès, était construit ou en cours de construction, mais leur efficacité militaire demeure limitée. Ils sont pour l'essentiel surpassés par la Royal Navy, et presque tous sont capturés ou coulés avant 1781. Le congrès se met aussi à utiliser massivement des Corsaires avec un certain succès. À cet effet, 1697 lettres de marque sont émises par le Congrès. Plus de 2200 navires britanniques sont pris par des corsaires yankees, pour une valeur s'élevant à près de 66 millions $, une somme considérable à l'époque. John Paul Jones, héros de la marine américaine, s’est aussi particulièrement illustré lors de la Révolution. Dans son célèbre voyage autour des îles britanniques, il combat victorieusement le navire britannique HMS Serapis) lors de la Bataille de Flamborough Head. Au cours de la bataille, avec les gréements de deux navires emmêlés, et plusieurs canons de son navire l'USS Bonhomme Richard (1765) hors-service, il répondit au capitaine du Sérapis qui lui demandait de se rendre qu’il n’avait pas encore commencé à se battre.
La France entre officiellement en guerre le 17 juin 1778, et les navires de la marine française sont envoyés se battre dans les Antilles et pendant la saison des ouragans de juillet à novembre, ils remontent au nord, naviguer au large des treize colonies. En 1778, la première flotte française tente un débarquement à New York et dans le Rhode Island, mais échoue finalement à engager les forces britanniques. En 1779, une flotte commandée par le vice-amiral Charles Henri d'Estaing apporte son soutien aux forces américaines qui assiègent Savannah en Géorgie. En 1780, une flotte de 6 000 hommes commandée par le lieutenant-général Jean-Baptiste, comte de Rochambeau débarque à Newport (Rhode Island), mais peu de temps après la flotte est bloquée par les Britanniques. Au début de 1781, George Washington et de Rochambeau planifient une contre-attaque contre les Britanniques dans la région de la baie de Chesapeake coordonnée avec l'arrivée d'une grande flotte commandée par le vice-amiral François Joseph Paul de Grasse. Ils parviennent à faire croire aux Britanniques qu’une attaque est prévue contre New York, tandis que Washington et de Rochambeau marchent vers la Virginie et de Grasse débarque des forces près de Yorktown (Virginie). Le 5 septembre 1781 une action navale importante est menée par de Grasse contre les Britanniques à la bataille de la baie de Chesapeake, se terminant par une victoire importante de la flotte française et le contrôle de la baie de Chesapeake. La Continental Navy, durement affectée, opère principalement des actions de blocus et continue à interdire les navires de ravitaillement britanniques jusqu'à ce que la paix soit finalement déclarée fin 1783.

### Désarmement (1785-1794)
Pour un article plus général, voir United States Revenue Cutter Service.

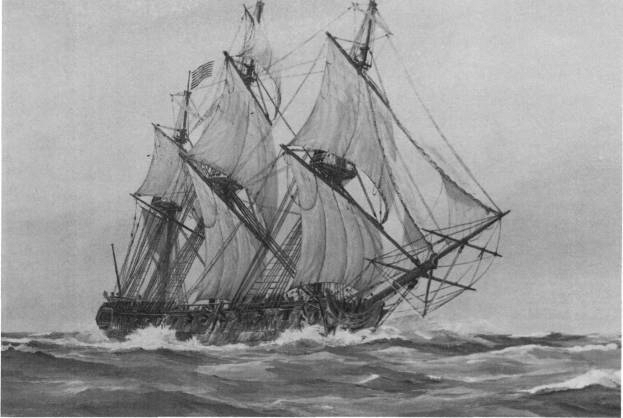
L'USS Alliance 1778 en mer.

La guerre d'indépendance des États-Unis prend fin avec le traité de Paris en 1783, et en 1785 la Continental Navy est dissoute, les navires restants sont vendus. La frégate USS Alliance (1778), qui avait tiré les derniers coups de feu de la guerre d'Indépendance, demeure un temps le dernier navire de la Marine. Une faction au sein du Congrès veut conserver le navire, mais la nouvelle nation n'a pas les fonds nécessaires pour le maintenir en service. Outre un manque général d'argent, d'autres facteurs sont à l’origine du désarmement de la marine. L'avènement de la paix bien sûr mais aussi le manque d'entente entre les États à ce sujet, et la diminution de l'intérêt pour les questions étrangères en faveur des intérêts domestiques,.
Après la guerre d'indépendance américaine, les nouveaux États-Unis doivent lutter pour rester à flot financièrement. Seulement, la majorité du revenu national provenait de taxes sur les marchandises importées. Et à cause d'une contrebande effrénée, il était urgent pour le nouvel État de faire respecter l'application des lois tarifaires et des taxes. Le 4 août 1790, le Congrès des États-Unis, poussés par le Secrétaire au Trésor Alexander Hamilton, créé le Revenu-Marine, le précurseur de l'United States Coast Guard, afin de faire appliquer les taxes et toutes les autres lois maritimes. Dix Cotres sont alors commandés. Entre 1790 et 1797, le département de la Marine des États-Unis est créé, et jusqu’en 1794, le Revenu-Marine ou United States Revenue Cutter Service est la seule marine armée des États-Unis.
La marine marchande américaine était avant la révolution protégée par la marine britannique. Seulement, le traité de Paris impose le désarmement de la Continental Navy, les navires américains n'ont donc plus aucune protection contre les pirates. La jeune nation n'a pas les fonds pour payer le tribut annuel réclamé par les États barbaresques, et, après 1785, ses navires deviennent vulnérables à la capture. En 1789, la nouvelle Constitution des États-Unis autorise le Congrès à créer une marine, mais pendant le premier mandat de George Washington (1787-1793) peu est fait pour réarmer la flotte. En 1793, les guerres issues de la Révolution française entre la Grande-Bretagne et la France débutent, et une trêve est négociée entre le Portugal et Alger. Cela met fin au blocus du Portugal sur le détroit de Gibraltar, ce qui permet aux pirates barbaresques d'agir aussi en Atlantique. Rapidement, les pirates s'en prennent à la marine américaine et capturent 11 navires marchands et plus d'une centaine de marins.
En réaction à la saisie des navires américains, le Congrès débat et approuve le Naval Act of 1794, qui autorise la construction de six frégates, quatre de 44 canons et deux de 36 canons. Les partisans de la loi sont pour la plupart des États du Nord et les régions côtières, qui soutiennent la Marine afin de protéger le commerce maritime et limiter le cout des rançons. Les opposants sont essentiellement des États du sud et les régions intérieures pour qui l'entretien d'une marine est une entreprise dispendieuse et risquerait de conduire les États-Unis dans des guerres plus coûteuses encore.

### L'Établissement de l'US Navy (1794–1812)
Après l'adoption de la Loi navale de 1794, la construction des six frégates débute: l'USS United States, USS President, USS Constellation (1797), USS Chesapeake, USS Congress et l'USS Constitution. Surnommé Old Ironsides (comme le HMS Britannia), l’USS Constitution, lancé en 1797, est le plus célèbre des six navires. Le navire existe toujours grâce aux efforts d’Oliver Wendell Holmes, ancré dans le port de Boston. Peu de temps après l’adoption du projet de loi, le Congrès autorise 800 000 $ afin de payer la rançon des captifs et d’obtenir un traité avec les Algériens, et amende la loi pour interrompre la construction des navires, si la paix était signée. Après un long débat, la construction de trois premières frégates est finalement autorisée : l'USS United States, USS Constitution et USS Constellation. Cependant, le premier navire de la marine à naviguer est l’USS Ganges, racheté par l'US Navy en mai 1798.

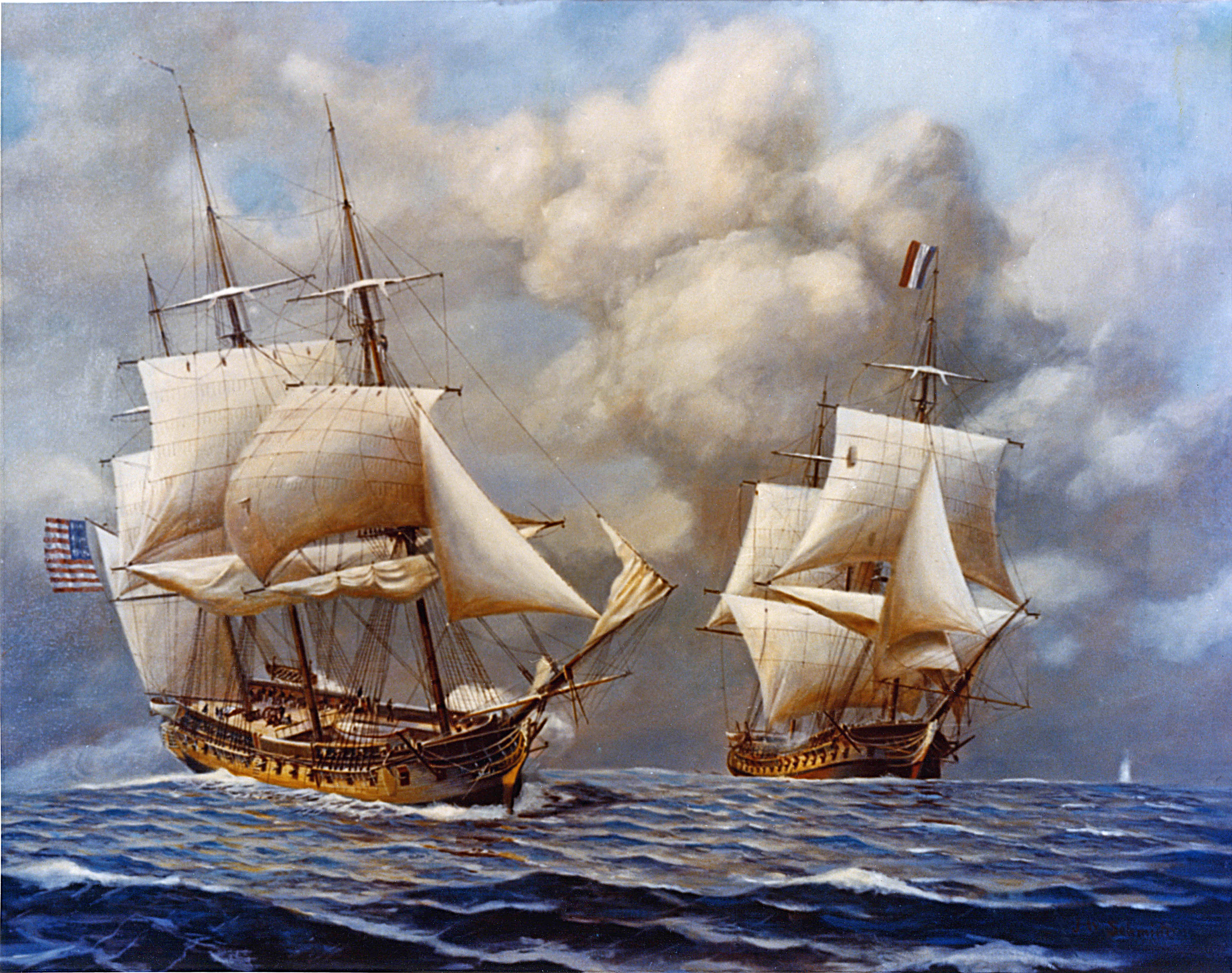
Le combat de l'USS Constellation et de l'Insurgente.

Dans le même temps, les tensions entre les États-Unis et la France se développent lors de la Quasi-guerre. Alors que le Traité d'alliance (1778) prévoyait une alliance défensive entre la France et les États-Unis contre les Britanniques, les États-Unis préfèrent adopter une position de neutralité dans les conflits naissants entre la France et la Grande-Bretagne à la suite de la Révolution française. Après la signature du traité de Londres entre les États-Unis et la Grande-Bretagne en 1794, permettant à ces derniers de confisquer les marchandises françaises transportées par les navires américains, la France commence à s'opposer aux Américains. En 1797, ils avaient déjà saisi plus de 300 navires américains. Le Président nouvellement élu, John Adams prend des mesures pour faire face cette crise. Il travaille alors avec le Congrès pour accélérer l’achèvement des trois frégates en cours de construction, et fait approuver les fonds nécessaires pour la construction des trois autres navires. Il tente enfin de négocier un accord similaire au Traité de Londres avec la France. Cependant, l'éclatement de l'Affaire XYZ où des agents du ministre français des Affaires étrangères Talleyrand auraient exigé des pots-de-vin avant de faire avancer les négociations de paix, aggrave les tensions entre les deux pays. Une pratique relativement courante en Europe mais qui scandalise les Américains. Le scandale augmente le sentiment antifrançais aux États-Unis et un soutien populaire se fait jour dans le pays pour une guerre avec la France. Ces préoccupations conduisent d'une part le département de la Guerre des États-Unis à la création du département de la Marine, le 30 avril 1798 et d'autre part le Congrès à voter le Naval Act of 1798 qui lance l'acquisition de 10 navires grâce à des bons du Trésor.
La guerre larvée avec la France est menée presque exclusivement en mer, principalement entre les corsaires et les navires marchands. Les affrontements sont globalement favorables aux Américains. La première victoire de la Marine des États-Unis survient le 7 juillet 1798 avec la capture du navire corsaire français La Croyable par l’USS Delaware. La première victoire sur un navire de guerre de l'ennemi a lieu le 9 février 1799 quand la frégate USS Constellation capture la frégate française l'Insurgé. À la fin de 1800, la paix avec la France est signée, et en 1801, afin d’éviter un second désarmement de la marine, l’administration fédéraliste sortante de John Adams fait voter pour la première fois, par le Congrès, une loi autorisant une marine en temps de paix. La loi limite tout de même la marine à six frégates actives et sept en réserve, ainsi qu'à 45 officiers et à 150 aspirants. Le reste des navires en service est vendu et les marins licenciés avec pour seule compensation quatre mois de salaire.
Cependant, le conflit avec les États barbaresques perdure, et le 10 mai 1801, alors que le nouveau président Thomas Jefferson refuse de payer une rançon toujours plus élevée, les Tripolitains déclarent la guerre aux États-Unis marquant le début de la guerre de Tripoli. En 1803, lors du blocus de Tripoli mené par la marine américaine, l’USS Philadelphia est capturé par les Maures et emmené à Tripoli. L'année suivante, un raid américain mené par Stephen Decatur permet de bruler le navire dans le port afin qu'il ne soit pas utilisé par l'ennemi. Les Marines envahissent les rives de Tripoli en 1805, capturant la ville de Derna. C’est la première fois dans l’histoire des États-Unis que son drapeau flotte sur une conquête étrangère. Cette action militaire se montre suffisante pour inciter les dirigeants de Tripoli à signer un traité de paix. Par la suite, la marine est considérablement réduite pour des raisons d'économie, et à la place de navires réguliers, de nombreuses canonnières sont construites, mais destinées à une utilisation côtière uniquement. Le Président Thomas Jefferson et son parti républicain s’opposent en effet à une marine trop grande. Pour ces derniers, une marine composée de petites canonnières situées dans les principaux ports était bien suffisante pour assurer la défense du pays. Seulement ces navires se révèlent inutiles en temps de guerre. Cette politique déployée durant une décennie s'avère donc totalement inefficace.
Le Royal Navy continue à enrôler de force des marins américains dans la Royal Navy ; environ 10 000 marins entre 1799 et 1812. En 1807, l’Affaire Chesapeake-Leopard, alimente la tension entre les deux pays à ce sujet. En effet, trois marins américains enrôlés de force cherchent refuge sur le navire USS Chesapeake. Ce dernier est attaqué par un navire britannique, HMS Leopard qui récupère les mutins. Les États-Unis s'indignent, les ports américains se ferment aux navires Britanniques et dans le contexte des guerres napoléoniennes, le président Thomas Jefferson fait voter l'Embargo Act en 1807 qui généralise cette fermeture à tous navires étrangers,. La guerre anglo-américaine de 1812 se profile.

### La guerre anglo-américaine de 1812
Pour un article plus général, voir Guerre anglo-américaine de 1812.

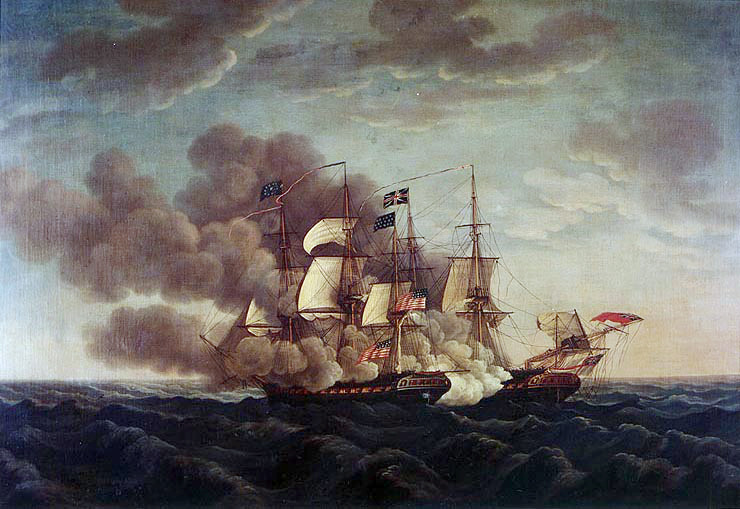
La victoire de l' sur le.

Le 18 juin 1812, les États-Unis déclarent la guerre à la Grande-Bretagne et envahissent les territoires canadiens britanniques. De part et d’autre des belligérants, on s’attend à ce qu’une grande partie des combats de la guerre s’effectuent en mer. Au moment de la déclaration de guerre, le rapport de force est de 50 contre un en faveur de la marine britannique. Deux mois après le début de la guerre, l’USS Constitution coule le HMS Guerriere. L’équipage du navire britannique s’étonna de voir ses boulets rebondir contre une coque en chêne particulièrement résistante. Ils lui donnent alors le surnom d'Old Ironsides. Le 29 décembre 1812, l’USS Constitution vainc et capture le HMS Java au large des côtes du Brésil. Après sa capture, le navire, trop endommagé à la suite du combat, est finalement incendié par les Américains. Le 25 octobre 1812, l’USS United States capture le HMS Macedonian. Ce dernier est intégré à la marine américaine comme USS Macedonian. Il sert entre 1813 et 1828. En 1813, l'USS Essex effectue des raids très fructueux dans le Pacifique Sud en s'attaquant à l'industrie de la chasse à la baleine et aux marchands britanniques. L'Essex déjà connu pour sa capture l'année précédente du HMS Alert (en), un transport britannique, réussit à capturer 15 bâtiments de commerce et baleiniers britanniques. Les Britanniques prennent finalement des mesures et envoient le HMS Cherub (1806) (en) et le HMS Phoebe intercepter l'Essex. En violant la neutralité du Chili, les Britanniques s'emparent finalement de l'Essex lors de la Battle of Valparaiso (en) en 1814.
La capture de trois frégates britanniques conduit les Britanniques à déployer plusieurs navires le long des côtes américaines afin de resserrer le blocus. Le 1er juin 1813 au large de Boston, la frégate USS Chesapeake, commandé par le capitaine James Lawrence, est capturée par la frégate britannique HMS Shannon du capitaine Sir Philip Broke. Lawrence, mortellement blessé lors de cette bataille, prononce une phrase qui restera célèbre dans la marine américaine, Don't give up the ship!. En dépit de ses succès initiaux, la plupart des navires de l'US Navy demeurent bloqués dans les ports et se montrent incapables de prévenir les incursions terrestres britanniques via la mer. Pendant l'été 1814, les Britanniques procèdent à la campagne de Chesapeake, qui culmine par des assauts amphibies contre Washington et Baltimore. La capitale tombe aux mains des Britanniques, presque sans combat, et plusieurs navires sont brûlés au Washington Navy Yard, y compris la frégate en construction de 44 canons l'USS Columbia. Lors de la bataille de Baltimore, le bombardement du fort McHenry inspire à Francis Scott Key The Star-Spangled Banner, et les carcasses qui bloquent le canal empêchent la flotte britannique d'entrer dans le port; l'armée britannique est repoussée et doit rembarquer sur ses navires, mettant fin à la bataille.
Les victoires navales américaines à la bataille du lac Champlain et la bataille du lac Érié interrompent l'offensive britannique dans le Nord et ont contribué à la signature du traité de Gand. Peu de temps avant la signature du traité, l’USS President est capturé par quatre frégates britanniques. Trois jours après la signature du traité, la Constitution capture le HMS Levant et le HMS Cyane. La dernière action navale finale de la guerre a lieu près de cinq mois après la signature du traité le 30 juin 1815. Le sloop USS Peacock (1813) capture le brick Nautilus de la Compagnie des Indes, le dernier navire ennemi capturé par la marine américaine jusqu'à la Seconde Guerre mondiale.

### L'expansion continentale (1815-1861)
Après la guerre, la Marine, dotée de fonds plus important, s'engage dans la construction de nombreux navires. Toutefois, le cout des grands navires est prohibitif, et beaucoup d'entre eux restent inachevés dans les chantiers navals, en attente d’un prochain conflit, quasiment jusqu’à la fin de la marine à voile. Mais durant les trois décennies suivantes, la principale force de la marine s’appuie encore sur de grandes frégates à voile avec un certain nombre de petits sloops. Dans les années 1840, la Marine commence à adopter la machine à vapeur et les obus, mais elle tarde à adopter les nouvelles technologies et reste en retard sur les marines françaises et britannique. Parmi les marins enrôlés à cette époque beaucoup d'hommes sont nés à l'étranger. Et parmi les Américains natifs une majorité d’entre eux sont des exclus de la société qui n’avaient pas d'autres possibilités d'emploi ou qui tentaient d'échapper à la prison. En 1835, sur près de 3 000 marins qui naviguent sur des navires marchands dans le port de Boston, seulement 90 hommes sont recrutés par l'US Navy. Il était aussi illégal pour les hommes noirs de servir dans la marine, mais la pénurie d'hommes est si aiguë que cette loi est souvent ignorée. La discipline appliquée dans l'US Navy est inspirée par les coutumes de la Royal Navy, mais les punitions sont moins dures que la norme des marines européennes. La sodomie présente à bord fait par contre rarement l'objet de poursuites. Si l'armée abolit la flagellation comme une punition en 1812, la Marine l'applique jusqu'en 1850,.

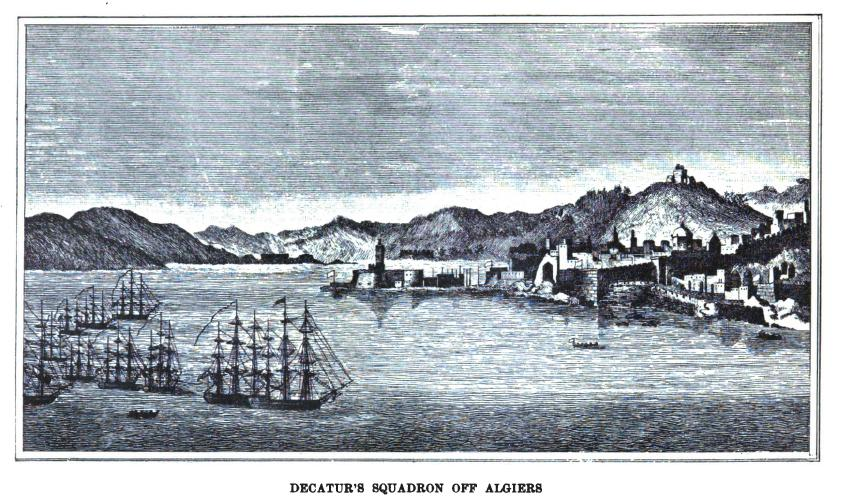
L'escadre de Decatur au large d'Alger.

Pendant la guerre de 1812, les États barbaresques profitent de la faiblesse de la Marine des États-Unis pour capturer à nouveau les navires marchands américains et ses marins. Après la signature du traité de Gand, les États-Unis veulent mettre fin à la piraterie en Méditerranée, qui s’attaque à ses navires depuis deux décennies. Le 3 mars 1815, le Congrès américain autorise le déploiement d’une force navale contre Alger dans le cadre du Mediterranean Squadron, ce qui marque le début de la seconde guerre barbaresque. Deux puissants escadrons sont constitués sous le commandement des commodores Stephen Decatur et William Bainbridge. La flotte qui fait route vers la Méditerranée comprend plusieurs frégates dont l'USS Guerriere (1814) (en), l'USS Constellation, et l'USS Macedonian (1810). Le 17 juin 1815, après le départ de Gibraltar, en route vers Alger, l'escadre de Decatur rencontre le vaisseau-amiral algérien le Meshuda et lors de la bataille qui s'ensuit, la Bataille du cap Gata, la flotte capture la frégate algérienne. Peu de temps après, l'escadre américaine capture aussi le brick algérien Estedio lors de la Bataille du cap Palos. Le 28 juin, l’escadre américaine atteint Alger et contraint le Dey à négocier la paix. Les Américains obtiennent la libération de leurs prisonniers et le droit de naviguer et commercer en Méditerranée en toute liberté.
La piraterie en mer des Caraïbes est également un problème majeur, et entre 1815 et 1822 environ 3000 navires sont capturés par les pirates. Elle a pour origine essentiellement des corsaires issus des États nouvellement indépendants d'Amérique latine. En 1819, le Congrès autorise le président James Madison à prendre les mesures nécessaires pour faire face à cette menace. Il décide alors de se lancer dans une stratégie diplomatique appuyée par les canons de la marine. Un accord est obtenu avec le Venezuela en 1819, ce qui n’empêche pas les navires d’être encore capturés. Il faut attendre la campagne militaire menée par le West Indies Squadron, sous le commandement de David Porter pour obtenir des résultats significatifs. Lors de cette campagne, la flotte constituée de frégates et de plus petites embarcations traque les navires pirates jusque dans les îles et les petites criques. Au cours de cette campagne l'USS Sea Gull (1818) (en) devient le premier navire à vapeur à participer à un combat. Bien que quelques cas isolés de piraterie ont subsisté après cette date, à la fin de la campagne, en 1826, la piraterie est quasiment éliminée libérant ainsi le commerce dans la région.
L'Africa Squadron est créé, en 1820, pour faire face au problème de la traite maritime des esclaves. Mais politiquement, la suppression de la traite des esclaves est une question impopulaire aux États-Unis, et l'escadron est désactivé, en 1823, sous prétexte de lutter contre la piraterie dans les Caraïbes. La lutte maritime ne reprendra sur la côte africaine qu’après l'adoption du traité Webster-Ashburton avec la Grande-Bretagne en 1842. Après l’adoption du traité, les États-Unis n’affectent à la lutte contre la traite qu’un petit nombre de navires et bien moins que ce que le traité exige. De surcroît les navires utilisés sont trop grands pour agir efficacement à proximité des côtes africaines. Entre 1845 et 1850, la marine américaine capture seulement une dizaine de navires négriers, alors que dans le même temps, les Britanniques capturent 423 navires transportant 27 000 prisonniers.
Le Congrès autorise officiellement la création de l’Académie militaire des États-Unis en 1802, mais il faut près de 50 ans pour approuver une école semblable pour la marine. Au cours de la longue période de paix entre 1815 et 1846, les aspirants disposent de peu de possibilités de promotion, et leurs fonctions sont souvent obtenues par favoritisme et clientélisme. La mauvaise qualité de la formation des officiers de la Marine des États-Unis devient publique après l’affaire Somers, une prétendue mutinerie à bord du navire de formation USS Somers en 1842. Le 1er décembre 1842, le capitaine du navire fait exécuter l'aspirant Philip Spencer (en), fils du Secrétaire à la Guerre des États-Unis, John C. Spencer, sous l’accusation de pseudo conspiration. George Bancroft, nommé secrétaire à la marine en 1845, décide alors de passer outre l'approbation du Congrès et crée une nouvelle académie pour les officiers de la marine. Il forme un conseil dirigé par le commodore Matthew Perry pour installer un nouveau système de formation, et transforme le vieux Fort Severn à Annapolis pour accueillir la nouvelle institution en 1845. L’école est finalement approuvée par le Congrès en 1851 et baptisée Académie navale d'Annapolis.
Après l’Indian Removal Act de 1830 et le Traité de Payne's Landing de 1832, les forces navales participent à l'effort de déportation des Indiens Séminoles de Floride vers les réserves situées à l’ouest du Mississippi (fleuve). Seulement, après le massacre de Dade près de Tampa, le 28 décembre 1835, les moyens de l’US Navy sont mobilisés pour combattre lors de la seconde guerre séminole entre 1836 et 1842. Une flotte de petits navires est constituée dans les Everglades afin de transporter les soldats et les marins à la poursuite des Séminoles dans les marais. La guerre est très couteuse et plus de 1 500 soldats américains sont tués pendant le conflit. Si un grand nombre de Séminoles finissent par partir, une partie d'entre eux obtient la création d'une nouvelle réserve au Sud de la Floride dans la région des Everglades et du Lac Okeechobee.

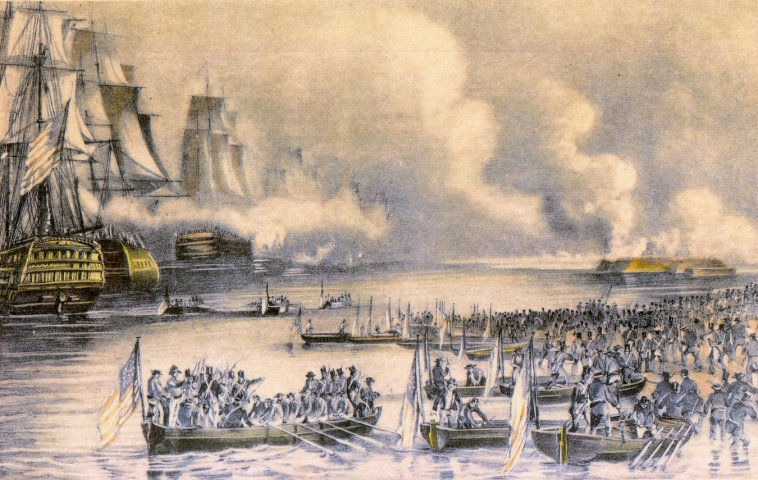
Le débarquement de Veracruz par N. Currier, 1847.

L’US Navy joue un rôle essentiel dans les opérations de la guerre américano-mexicaine entre 1846 et 1848. Au cours de la bataille de Veracruz, la Navy transporte la force d'invasion et conduit l’un des premiers débarquements d’ampleur de l’histoire avec plus de 12 000 soldats débarqués avec leur équipement en une seule journée. La chute de la ville après 20 jours de siège ouvre la porte de Mexico et à la fin de la guerre. L’escadre du Pacifique (Pacific Squadron) participe aussi à la prise de la Haute-Californie et aux combats le long de la côte de la Péninsule de Basse-Californie. L'objectif de la Pacific Coast Campaign (en) était de prendre Mazatlán, une base d'approvisionnement majeure pour les forces mexicaines. La flotte permet la capture ou la destruction de presque tous les navires mexicains dans le golfe de Californie. Le traité de Guadeloupe Hidalgo signé le 2 février 1848, met fin à la guerre et permet aux États-Unis de prendre possession entre autres de la Californie, du Nevada, de l'Utah et du Texas.
En 1853, le commodore Matthew Perry conduit une escadre de quatre navires, surnommés les Navires noirs, vers le Japon afin d’établir des relations normales avec le Japon. Avec ses navires à vapeur, Perry utilise la Diplomatie de la canonnière et convainc le Japon de mettre fin à trois siècles d'isolement. L’année suivante, il mène une seconde expédition pour concrétiser les promesses japonaises et faire signer la Convention de Kanagawa avec les États-Unis en 1854. Un traité d'amitié en théorie mais surtout un accord sur l’ouverture du Japon au commerce avec les États-Unis et l’Europe.

### Guerre de Sécession (1861-1865)
Pour des articles plus généraux, voir Guerre de Sécession, Blocus de l'Union, Union Navy, Confederate States Navy et Liste des batailles navales de la guerre de Sécession.
Entre le début de la guerre et la fin de 1861, 373 officiers, sous-officiers et aspirants démissionnent ou sont licenciés de la marine des États-Unis en raison de leur collaboration à la marine confédérée mais seulement 4 % du tonnage de la flotte militaire et 10 % de celle de la marine marchande passe sous le pavillon des États confédérés d'Amérique.
Le 20 avril 1861, l'Union brûle ses navires en stationnement au Norfolk Navy Yard afin d’éviter leur capture par les Confédérés, mais tous les navires ne sont pas complètement détruits. La frégate à vapeur USS Merrimack est sabordée à la hâte. Sa coque et le moteur à vapeur sont en grandes parties intactes, ce qui donne l'idée au sudiste Stephen Mallory de renflouer le navire et d'ajouter sur les côtés supérieurs des plaques de fer afin d'assurer un blindage. Le navire transformé en cuirassé est rebaptisé CSS Virginia. Pendant ce temps, John Ericsson développe des idées similaires, et reçoit des fonds afin de construire le premier cuirassé de l'Union Navy, l'USS Monitor, lancé en 1862.
Le général en chef de l'Union, Winfield Scott, conçoit au début de la guerre, le plan Anaconda afin de gagner la guerre en faisant verser le moins de sang que possible. Le plan prévoyait un blocus des principaux ports contrôlés par le Sud pour affaiblir son économie ; puis de prendre le Mississippi afin de couper les territoires confédérés. Abraham Lincoln adopte le blocus en espérant asphyxier l'économie confédérée, mais sous la pression de l’opinion publique ignore les avertissements de Scott sur l’impréparation de l’armée et lance parallèlement l’offensive terrestre.

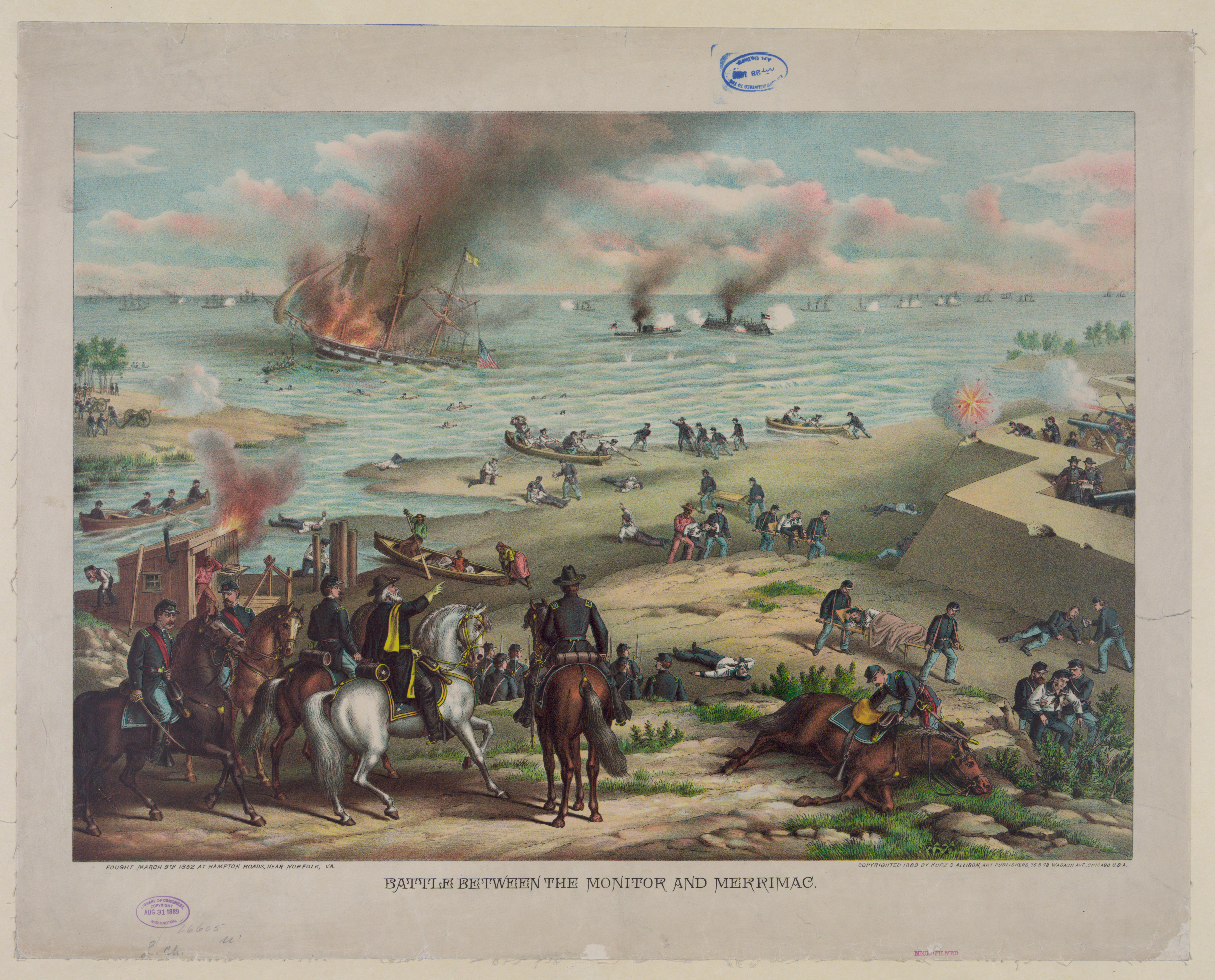
La bataille de Hampton Roads. Kurz & Allison, 1889.

Le 8 mars 1862, la marine confédérée engage le premier combat d’un cuirassé le CSS Virginia afin de briser le blocus. Ce dernier se défait de l’ennemie et détruit deux des plus importants navires de l'Union, l'USS Cumberland (1842) (en) et l'USS Congress (1841) (en). Le lendemain, l’USS Monitor, arrivé sur place engage à son tour le CSS Virginia lors de la bataille de Hampton Roads. L’issue de la bataille est indécise entre ces navires d’un nouveau genre. Si ce combat n’a pas d’incidence sur cette guerre, il démontre l’obsolescence de la marine en bois et va entrainer une révolution dans l'art de la guerre maritime,. La Confédération est cependant obligée de saborder le CSS Virginia en mai 1862 pour éviter sa capture. L'USS Monitor devient un prototype pour la construction de nombreux navires de guerre par la Marine Union. Si la Confédération continue à construire des navires cuirassés pendant la guerre, elle n’a cependant pas la capacité et surtout les moyens financiers de construire ou d'acheter des bateaux qui puissent contrer efficacement les Monitors.
Suivant l’évolution technologique des cuirassés, l’utilisation de nouvelles armes se développe telles les mines navales ou les torpilles. La guerre sous-marine fait aussi son apparition lors de la guerre de Sécession. Au cours de la bataille de la baie de Mobile, les mines sont utilisées pour protéger le port. Elles entrainent le naufrage de l’USS Tecumseh (1863) (en) et feront dire à l'amiral David Farragut : « Au diable, les torpilles ! En avant toute ! ». Le précurseur des sous-marins modernes, le CSS David, lance la première attaque sous-marine moderne contre l’USS New Ironsides en utilisant une torpille à espar. Cependant, le navire est à peine endommagé et l’explosion endommage le sous-marin qui sera immobilisé un certain temps. Le 17 février 1864, un autre sous-marin, le CSS H. L. Hunley, coule pour la première fois de l'histoire maritime un navire l'USS Housatonic, mais le sous-marin est coulé par la même explosion.
Les États confédérés opèrent un certain nombre de navires de guerre de course et forceurs de blocus, le CSS Virginia étant le plus célèbre. Les investisseurs britanniques construisent aussi de petits navires rapides afin de briser le blocus et commercer les produits importés depuis les Bermudes, Cuba, et les Bahamas contre du coton et du tabac. Les navires saisis par la Marine de l'Union sont revendus ainsi que leurs marchandises et le produit remis aux marins de l'Union Navy. Les marins capturés sont le plus souvent relâchés.
Le blocus provoque l’effondrement de l'économie Sudiste pendant la guerre. Le manque de nourriture et de provisions causés par le blocus, l'échec de chemins de fer du Sud, la perte de contrôle sudiste sur les principales rivières et le prélèvement sur les récoltes par les armées de l'Union et Confédérées ont un effet catastrophique sur l’économie. Le niveau de vie baisse drastiquement alors même que l'impression à grande échelle de monnaie papier provoque l'inflation et la méfiance de la monnaie. En 1864, la distribution alimentaire est problématique, provoquant des émeutes alimentaires dans la Confédération (Southern Bread Riots (en)). La victoire de l'Union à la deuxième bataille de Fort Fisher en janvier 1865 ferme le dernier port du Sud. Le blocus est maintenant total hâtant ainsi la fin de la guerre.

### Le déclin de la Navy (1865-1882)
Pour des articles plus généraux, voir Expédition de Corée et Affaire Virginius.
Après la guerre de Sécession, la Marine entre dans une période de déclin. En 1864, la Marine compte 51 500 hommes en uniforme et près de 700 navires et environ 60 monitors de type cuirassés côtiers qui font l'US Navy la deuxième plus grande marine du monde derrière la Royal Navy. En 1880, la Marine ne compte plus que 48 navires en service et 6 000 hommes. Une bonne partie des navires et des installations militaires sont dans un état de délabrement avancé, mais le Congrès ne juge pas nécessaire de débloquer les fonds nécessaires afin d'y remédier. La marine ne sera plus en mesure de soutenir un conflit majeur avant 1897.
En 1871, une expédition de cinq navires de guerre commandés par le contre-amiral John Rodgers (American Civil War naval officer) (en) est envoyée en Corée afin d'obtenir des excuses pour le meurtre de plusieurs marins américains naufragés et obtenir un traité visant à protéger les étrangers naufragés à l'avenir. Après une petite escarmouche, Rodgers lance un assaut amphibie avec 650 hommes sur les forts qui protègent Séoul. Mais malgré la prise des forts, les Coréens refusent de négocier, et l'expédition est forcée de quitter la Corée avant le début de la saison cyclonique. Pour la première fois après un conflit à l'étranger, neuf marins et six marines reçoivent la Medal of Honor pour leurs actes de bravoure au cours de la campagne de Corée.

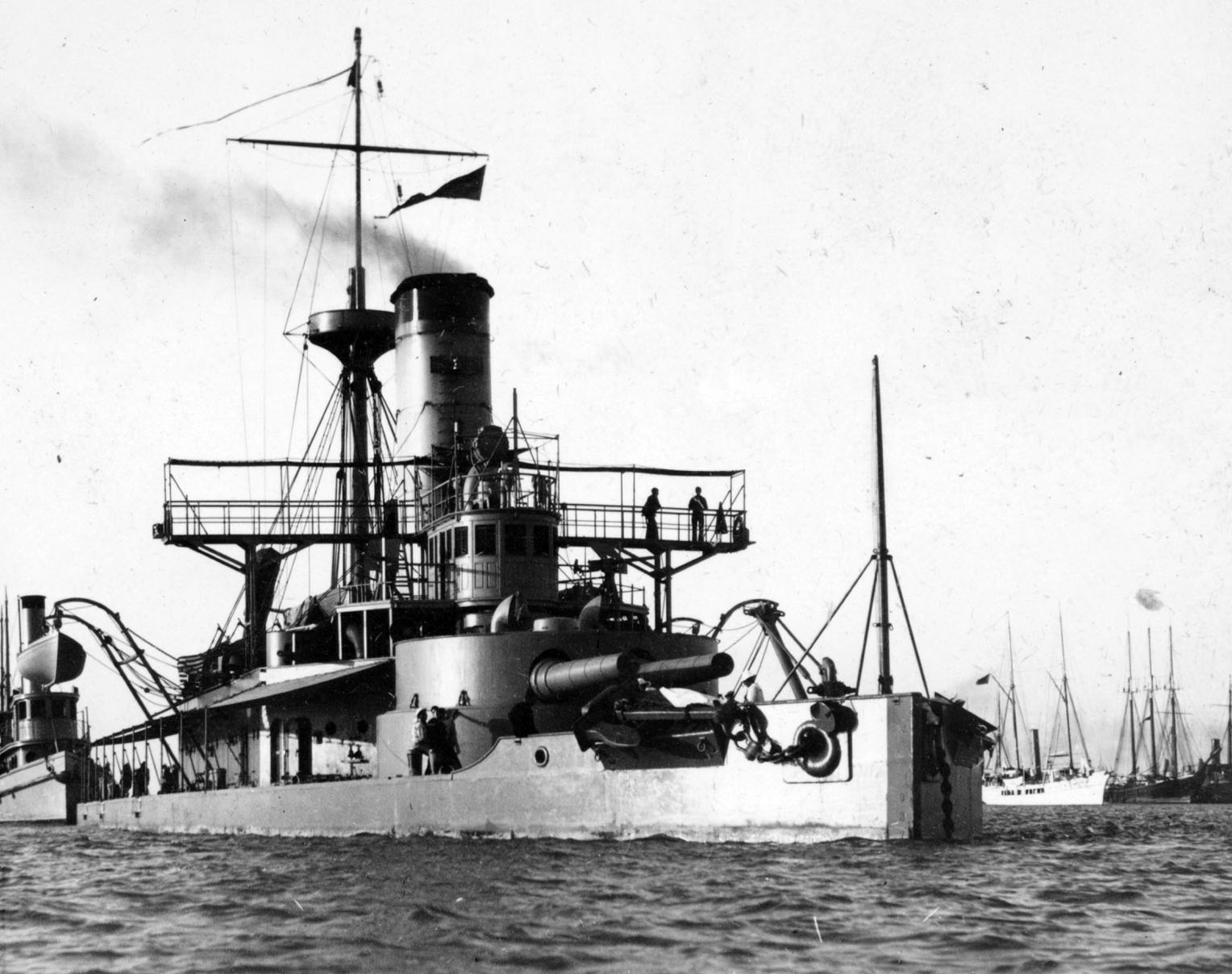
L'USS Puritan (BM-1) en 1898.

Dans les années 1870, la plupart des cuirassés de la guerre civile ont été mis en réserve, laissant les États-Unis presque sans aucun cuirassé à coque en fer. Lorsque l'Affaire Virginius éclate en 1873, un cuirassé Espagnol mouille l'ancre dans le port de New York. La Marine réalise alors qu’elle ne dispose d’aucun navire capable de rivaliser avec un tel engin de guerre. La Marine conclut donc à la hâte des contrats pour la construction de cinq nouveaux cuirassés, et accélère son programme de réparation existant sur plusieurs autres navires. L'USS Puritan (BM-1) (en) et quatre monitors de classe Amphitrite sont construits à la suite de cette crise qui a bien failli conduire à la guerre. Ces cinq navires prendront part à la guerre hispano-américaine de 1898.
Au moment où l'administration Garfield prend ses fonctions en 1881, l'état de la Marine s’est encore détérioré. Une étude menée pour le compte du nouveau secrétaire de la Marine, William H. Hunt, constate que sur 140 navires officiellement en service actif dans la Marine, seuls 52 sont véritablement en état de fonctionnement, dont seulement 17 cuirassés à coque en fer (et parmi ces derniers, 14 datent de la guerre civile). Hunt reconnaît la nécessité de moderniser la marine, et met en place un conseil consultatif afin de formuler des recommandations. Le moral est aussi considérablement bas parmi les hommes. Les officiers et marins qui mouillent dans les ports étrangers ne sont que trop conscients que leurs vieux bateaux en bois ne sont pas en mesure de faire face aux navires modernes. Les capacités limitées des navires de type de monitor empêchent effectivement les États-Unis de projeter leur puissance militaire à l'étranger, et jusqu'au début des années 1890, les États-Unis ne sont pas en mesure de soutenir un conflit avec l'Espagne ou encore les autres nations d'Amérique latine,.

## La nouvelle marine

### La reconstruction (1882-1898)
|                         | Flotte en janvier 1882 |
| ----------------------- | ---------------------- |
| Navires à vapeur        | 65                     |
| Navires en bois à voile | 23                     |
| Navires Cuirassé        | 24                     |
| Torpilleurs             | 2                      |
| Remorqueurs             | 23                     |

En 1882, la marine ne compte que 138 navires dont seulement 57 employés en service actif,.

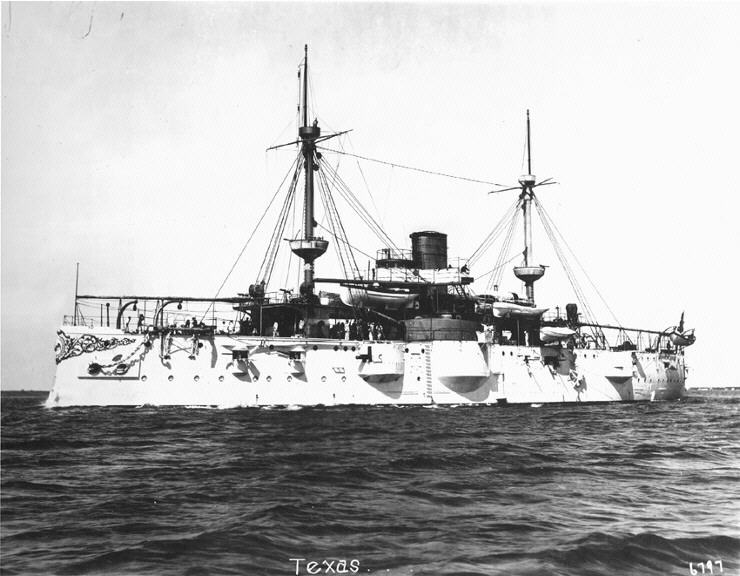
L'USS Texas, premier cuirassé de l'US Navy, v. 1900.

À cette date, sur la recommandation du comité consultatif, le secrétaire à la Marine, William H. Hunt demande des fonds au Congrès pour moderniser la flotte de guerre. La demande est initialement rejetée, mais en 1883 le Congrès autorise finalement la construction de trois croiseurs protégés, l’USS Atlanta, l’USS Boston, et l’USS Chicago, et le navire d'expédition USS Dolphin (PG-24) (en), ainsi appelé les navires ABCD. En 1885, la construction de deux croiseurs protégés supplémentaires est autorisée, l’USS Charleston et l’USS Newark, dernier croiseur américain à être équipés de voile. Le Congrès autorise également la construction des premiers cuirassés de la Marine, l’USS Texas et l’USS Maine. Les navires de ABCD se sont avérés être d'excellents navires, et les trois croiseurs sont intégrés dans l’Escadre blanche, appelée ainsi à cause de la couleur de la coque. Ces navires modernes permettent de former une nouvelle génération d'hommes et d’officiers.
L’ouvrage d’Alfred Mahan, The Influence of Sea Power upon History (en), publié en 1890, a une influence majeure en justifiant la modernisation et l’expansion de la marine auprès du gouvernement et du grand public, celle-ci étant alors la sixième flotte du monde, avec 122 000 tonnes. Après la fermeture de la Frontière, une partie de l'Amérique commence à regarder vers l'extérieur, vers les Caraïbes, Hawaï et le Pacifique. Avec la doctrine de la Destinée manifeste comme justification philosophique, beaucoup voient dans la Marine un instrument essentiel à la réalisation de cette politique au-delà des limites du continent américain.
En 1890, la doctrine de Mahan influence le secrétaire à la Marine Benjamin Tracy qui propose aux États-Unis de se lancer dans la construction d'une puissante marine de haute-mer composée d'au moins 200 navires de tous types, mais le Congrès rejette la proposition. Au lieu de cela, la loi sur la marine de 1890 autorise la construction de trois cuirassés, l'USS Indiana, l'USS Massachusetts, et l'USS Oregon, puis d'un quatrième, l'USS Iowa. Au tournant du XXe siècle, deux cuirassés de classe Kearsarge et trois cuirassés de classe Illinois sont lancés ou en cours de construction, plaçant l'US Navy de la douzième place en 1870 à la cinquième place parmi les marines du monde. La tactique de combat et l'artillerie, particulièrement à longue portée, deviennent une préoccupation centrale dans la conception d’une marine moderne et dont les cuirassés sont l’enjeu essentiel.

### La Guerre hispano-américaine de 1898
Pour un article plus général, voir Guerre hispano-américaine.

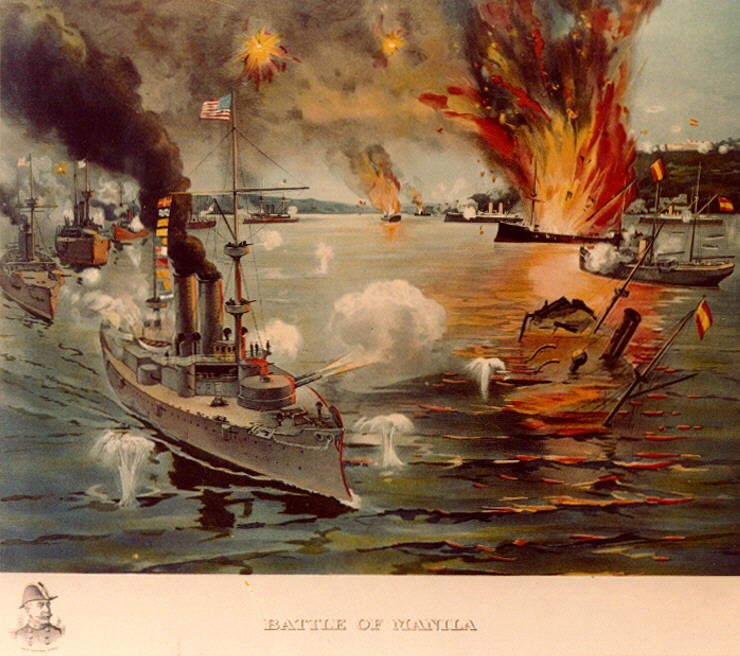
La bataille de la baie de Manille.

Les États-Unis se montrent intéressés par le rachat de certaines colonies espagnoles, en particulier Cuba où les Américains ont beaucoup investi, mais l'Espagne refuse. Seulement, un mouvement indépendantiste se fait jour à Cuba et initie la Guerre d'indépendance cubaine. Les journaux américains se font l’écho, souvent en exagérant les faits, des atrocités commises dans les colonies espagnoles, suscitant des tensions entre les deux pays. Une émeute donne aux États-Unis un prétexte pour envoyer l’USS Maine à Cuba. Mais ce dernier explose dans le port de La Havane entrainant un soutien populaire à la guerre avec l'Espagne. La cause de l'explosion est étudiée par une commission d'enquête, qui, en mars 1898 conclut, sans doute sous la pression du public, à une explosion causée par une mine marine. Toutefois, des enquêtes ultérieures soulignent que très probablement, l’explosion serait due à un incendie dans la soute à charbon adjacente aux magasins d'armes.
Le sous-secrétaire à la Marine, Theodore Roosevelt place l’US Navy en état d’alerte en préparation à l'offensive avant que la guerre hispano-américaine ne soit officiellement déclarée en avril 1898. À cette date, elle comprend six cuirassés modernes, deux croiseurs cuirassés, treize croiseurs protégés, trente-trois croiseurs et canonnières, vingt-quatre monitors, six torpilleurs de haute-mer, douze remorqueurs et de nombreux bâtiments auxiliaires.
L'Asiatic Squadron, sous le commandement de George Dewey, quitte immédiatement Hong Kong pour les Philippines. La flotte américaine attaque et vainc de façon décisive la flotte espagnole à la bataille de la baie de Manille, le 1er mai 1898. Quelques semaines plus tard, le North Atlantic Squadron détruit la majorité des principaux navires espagnols dans les Caraïbes, le 3 juillet 1898, lors de la Bataille de Santiago de Cuba. Le Traité de Paris (1898) signé entre l'Espagne et les États-Unis, le 10 décembre 1898, met fin officiellement à la guerre hispano-américaine. Cuba obtient son indépendance, et les États-Unis mettent la main sur Porto Rico, les Philippines et Guam.
L'expérience de la Marine lors de cette guerre est à la fois encourageante, par sa victoire, mais à relativiser, car l'Espagne avait une des flottes modernes les plus faibles parmi les grandes puissances dans le monde. L'US Navy va aussi prendre en compte un autre élément crucial, le soutien logistique. L'attaque de la baie de Manille était extrêmement risquée ; les navires se trouvaient à plus de 11 000 km du port américain le plus proche et si les navires américains avaient été gravement endommagés ou n'avaient plus eu de fournitures, les conséquences auraient pu être désastreuses. Ce problème va se retrouver au cœur de la stratégie militaire maritime de la politique étrangère américaine au cours des décennies suivantes.

### L'Ascension de la marine moderne (1898-1914)
Pour des articles plus généraux, voir Doctrine du Big Stick, Histoire du canal de Panama et Grande flotte blanche.

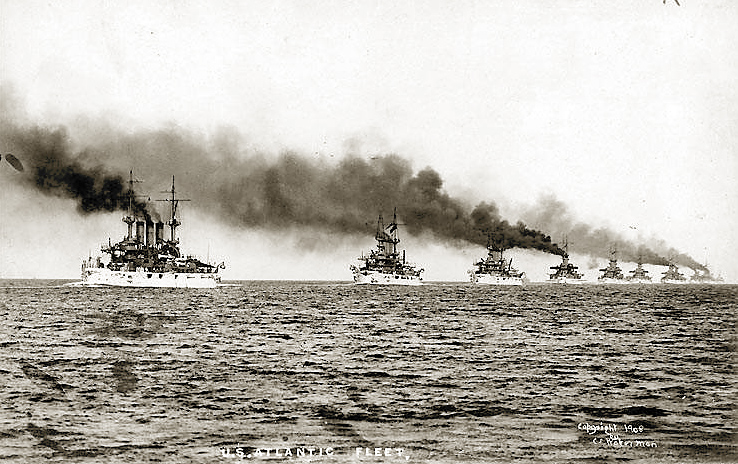
La Grande flotte blanche en 1907.

Avantageusement pour le développement de la nouvelle marine, son partisan politique le plus ardent, Theodore Roosevelt, devient président en 1901. Sous son administration, la Marine passe, de la sixième place parmi les plus grandes marines dans le monde à la deuxième place derrière la Royal Navy. L'administration Theodore Roosevelt s’implique dans la politique de l'Amérique centrale et des Caraïbes, avec des interventions successives en 1901, 1902, 1903, et 1906. Lors d'un discours en 1901, Roosevelt prononce ces paroles : « Parlez doucement et portez un gros bâton, vous irez loin », qui devient la pierre angulaire de la diplomatie déployée lors de son mandat.
Roosevelt pense qu’un canal contrôlé par les États-Unis à travers l'Amérique centrale est d’un intérêt stratégique vital pour l'US Navy, car il permettrait de réduire considérablement les temps de voyage pour les navires entre les deux côtes. Roosevelt réussi à renverser une décision initiale en faveur de la construction d’un canal au Nicaragua vers la reprise du projet initié par la France à travers l’Isthme de Panama. L'isthme est contrôlé par la Colombie, et au début de 1903, le traité Herrán-Hay signé par les deux pays afin de donner le contrôle du Canal de Panama aux États-Unis. Seulement le Sénat colombien ne ratifie pas le traité, et Roosevelt fait comprendre aux rebelles panaméennes que s’ils se révoltent, l'US Navy pourrait aider leur cause vers l'indépendance. Panama proclame son indépendance le 3 novembre 1903, et l’USS Nashville (PG-7) (en) empêche toute ingérence de la Colombie. Les Panaméens victorieux donnent le contrôle de la zone du canal de Panama aux États-Unis, le 23 février 1904, pour 10 millions de dollars. La Base navale de la baie de Guantánamo à Cuba est construite, en 1905, afin essentiellement d'assurer protéger du canal.
La dernière innovation technologique de l'époque, les sous-marins, sont développés dans l'état du New Jersey par un inventeur américain d'origine irlandaise, John Philip Holland. Son sous-marin, l’USS Holland (SS-1) est officiellement mise en service dans la marine américaine à l'automne de 1900. La guerre russo-japonaise de 1905 et le lancement du HMS Dreadnought (1906) l'année suivante donne une impulsion nouvelle au programme de construction. À la fin de 1907 Roosevelt peut aligner seize nouveaux cuirassés dans sa Grande flotte blanche, qu'il envoie faire une grande croisière autour du monde. Bien que cet évènement soit pacifique, il représente un exercice de formation précieux pour la Marine en pleine expansion, et c’est aussi argument politiquement, une démonstration de la puissance navale et militaire des États-Unis. Dans tous les ports, alliés ou ennemis potentiels, politiciens et officiers sont accueillis à bord et afin de visiter cette impressionnante flotte. Ce grand tour a l'effet escompté en permettant à la puissance américaine d’être pris plus au sérieux,.
Le voyage de la flotte met en exergue la nécessité de disposer d'un plus grand nombre de stations de ravitaillement à travers le monde et le potentiel stratégique du canal de Panama achevé en 1914. La Grande flotte blanche requiert près de 50 navires charbonniers, et au cours de la croisière, le plus gros du charbon de la flotte est acheté aux Britanniques, qui pourraient refuser l'accès au combustible au cours d'une crise militaire comme ils l'ont fait avec la Russie au cours de la guerre russo-japonaise.

### La Première Guerre mondiale

#### L'intervention au Mexique

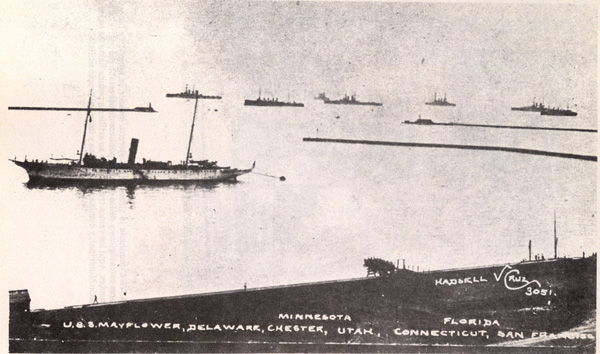
Le débarquement de Veracruz en 1914.

Lors de la Révolution mexicaine, plusieurs navires de guerre américains commandés par le contre-amiral Henry T. Mayo (en) sont déployés au large de la région de Tampico dans le but de protéger les citoyens et les investissements américains importants dans cette cité pétrolière. Et à la suite de l'arrestation de huit marins américains, les États-Unis décident d'envahir et d'occuper Veracruz. Le 21 avril 1914, la flotte de l’Atlantique sous le commandement du contre-amiral Frank Friday Fletcher, lance l’assaut avec l’aide de l’USS Florida (BB-30), de l’USS Utah (BB-31), de l’USS Prairie (AD-5), de l’USS San Francisco (C-5) (en) et de l’USS Chester (CL-1) (en) et près de 2 300 hommes. La ville est sous contrôle américain en fin de journée et les combats cessent définitivement le 24 avril. La zone reste occupée par les Américains jusqu'au 23 novembre 1914.
Dans le même temps, des agents américains découvrent que le navire marchand allemand SS Ypiranga (en), mouillant l’encre dans le port de Veracruz, transporte des armes illégalement à destination du Mexique alors sous embargo américain. Le président Wilson ordonne alors à la Navy de s’emparer du navire. Une brigade navale de la marine s’empare donc du navire pour inspection. Cependant, le blocus n'étant pas formel, les États-Unis relâchent le navire qui débarquera finalement sa cargaison d'armes à Coatzacoalcos,. Un total de 55 Medals of Honor est attribué pour des actes d'héroïsme à la suite de l'invasion de Veracruz, le plus grand nombre jamais accordé pour une seule action.

#### Entre neutralité et préparation à la guerre

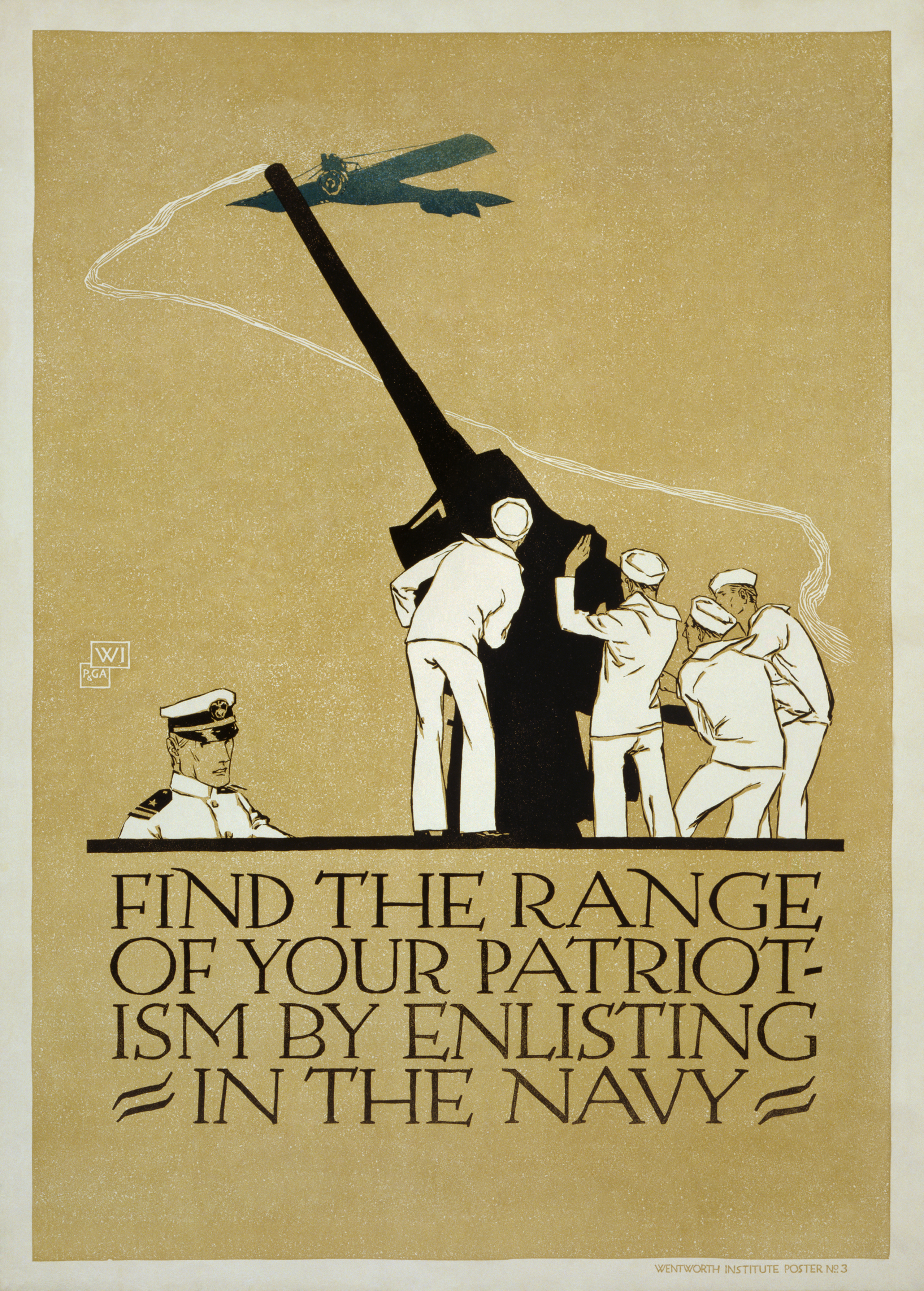
« Éprouvez la portée de votre patriotisme en vous engageant dans la Marine. ». Affiche de recrutement de l'US Navy en 1918.

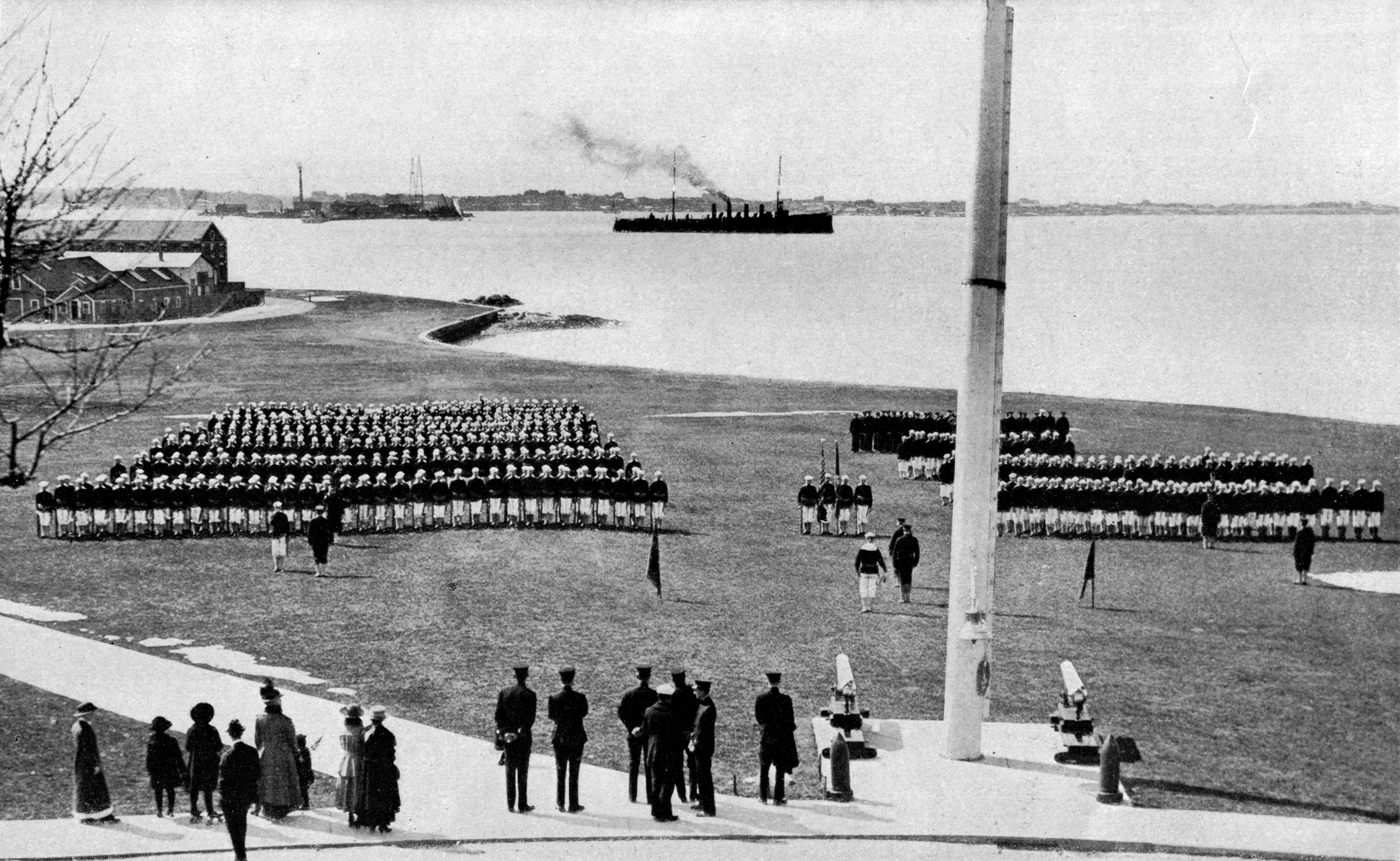
Nouvelles recrues de l'US Navy à la base navale de Newport en 1917.

Malgré les déclarations américaines de neutralité, la guerre sous-marine à outrance menée par l’Allemagne et le torpillage du paquebot britannique RMS Lusitania en 1915, engendrent des appels à la guerre de plus en plus nombreux. Sous la pression du président Woodrow Wilson, les Allemands décident de suspendre la guerre sous-marine totale en aout 1915. Et après un long débat, le Congrès adopte le Naval Act of 1916 (en) qui autorise un programme de 500 millions de dollars sur trois ans pour la construction de 10 cuirassés, 6 croiseurs de bataille, 10 croiseurs éclaireur, 50 destroyers et 67 sous-marins. Les moyens humains augmentent ; en 1912, l'US Navy dispose de 3 094 officiers et 47 515 marins ; au 1er juillet 1916, l'effectif passe à 4 293 officiers et 54 234 marins et des plans sont en cours pour accroître celui-ci.
Mais il n'y a encore quasiment aucun plan de guerre qui prévoie d’aller au-delà de la défense des principaux ports américains. Finalement, l'idée était de construire une flotte équilibrée, mais avec un nombre de destroyers relativement important pour faire face aux U-Boote et soutenir les convois maritimes. À la fin de la guerre, 273 destroyers ont été commandés en tout, mais un grand nombre de navires ne sont terminés qu’après la fin du conflit et beaucoup servent lors la Seconde Guerre mondiale.
Le secrétaire à la Marine Josephus Daniels, accroit les ressources éducatives de la Marine et impose le Naval War College comme parcours de formation pour les futurs amiraux. Cependant, il s’aliène le corps des officiers avec des réformes moralistes, comme le 1er juin 1914 avec le General Order 99 qui interdit l’alcool sur les navires (ou encore l’interdiction du bizutage à Académie navale d'Annapolis). L'amiral Bradley Fiske (en), chef des opérations navales, envoie un mémorandum le 9 novembre 1914, à Josephus Daniels où il fait état de ses inquiétudes sur l'impréparation de l'US Navy et recommande une réorganisation complète afin de préparer la guerre qui se profile, avant de démissionner. L’amiral Fiske est alors remplacé par l’amiral William S. Benson (en).
En 1915, Daniels met en place le Naval Consulting Board (en) dirigée par Thomas Edison afin d’obtenir l'expertise d'éminents scientifiques, d’ingénieurs et des industriels dans le domaine naval. Il permet la popularisation des technologies marines et navales et attire l’attention médiatique sur l'expansion de la marine, et sa préparation militaire à la guerre. Pourtant dans le même temps, Daniels et l'amiral William S. Benson rejettent des propositions visant à envoyer des observateurs en Europe, laissant la Marine dans le noir quant à la réussite de la campagne de sous-marin allemand. Après la guerre, l'amiral William Sims s'en prend vivement à Daniels, expliquant qu'en avril 1917, seulement dix pour cent des navires de guerre de la Marine possédaient un équipage au complet et en moyenne, il manquait 43 % de marins sur les navires. Sur la flotte elle-même, seul un tiers des navires est tout à fait prêts. Peu de navires sont finalement parés pour la guerre sous-marine alors que cette question avait occupé la politique étrangère américaine pendant plus de deux ans. Finalement, le seul plan de guerre de la Marine, le Plan Black, suppose la défaite totale de la Royal Navy laissant les cuirassés allemands se déplacer librement de l'Atlantique aux Caraïbes et menaçant le canal de Panama,. Son plus récent biographe conclut en substance que Daniels n'a pas préparé la marine pour la guerre qu’elle allait devoir affronter.

#### L'entrée en guerre
La guerre commence en avril 1917 et le rôle de la Marine qui dispose à cette date d'un total de 197 navires de guerre se limite principalement à l'escorte des convois, à la lutte anti-sous-marine, le transport de troupes et la pose d'un champ de mines en mer du Nord.
La marine américaine envoie un groupe de cuirassés, la division Nine, à Scapa Flow pour se joindre à la Grand Fleet britannique, des destroyers à Cobh, en Irlande et des sous-marins pour protéger les convois. Plusieurs régiments de Marines sont également expédiés en France. La première victoire de l'US Navy dans la guerre a lieu le 17 novembre 1917, lorsque l'USS Fanning (DD-37) (en) et l'USS Nicholson (DD-52) (en) coulent le sous-marin allemand U-58 lors de l'Action of 17 November 1917 (en). Pendant la Première Guerre mondiale, la Marine est la première branche des forces armées des États-Unis à permettre l'enrôlement des femmes comme Yeoman (F) (en).
À la fin de la guerre, 383 bâtiments de guerre américains se trouvent en Europe et la flotte compte plus de 2 000 navires et 533 000 officiers et matelots contre 67 000 début 1917,.
La vaste expansion de la Marine lors de la guerre doit beaucoup à certains responsables civils en particulier le Secrétaire à la Marine Adjoint, Franklin Delano Roosevelt,, qui fonde United States Navy Reserve, et favorise l'essor des sous-marins et de l'aéronavale.,. Ainsi l’essor des chantiers de la Marine est particulièrement marqué durant cette période. Une grande partie de matériel militaire est tout de même fabriquée en sous-traitance comme les obus et les explosifs par des entreprises chimiques comme DuPont et Hercules. La totalité des articles disponibles sur le marché civil, tels que la nourriture et les uniformes sont toujours achetés à des entrepreneurs civils.
Pour transporter le corps expéditionnaire en France, le Navy Department dispose, en tout et pour tout, le 1er juillet 1917, de sept navires de transport de troupes et de six navires marchands, soit 94 000 t. En novembre 1918, une Cruiser and Transport Force de 143 vaisseaux dont plusieurs dizaines de pays alliés, représentant 3 250 000 t est constituée. Elle assure le transport de 911 000 soldats en France (un million d’autres le furent par la Marine britannique) ainsi que 8 700 000 tonnes de matériel, la France fournissant quant à elle une grande partie de l’armement et des munitions soit environ 4 000 000 t,.

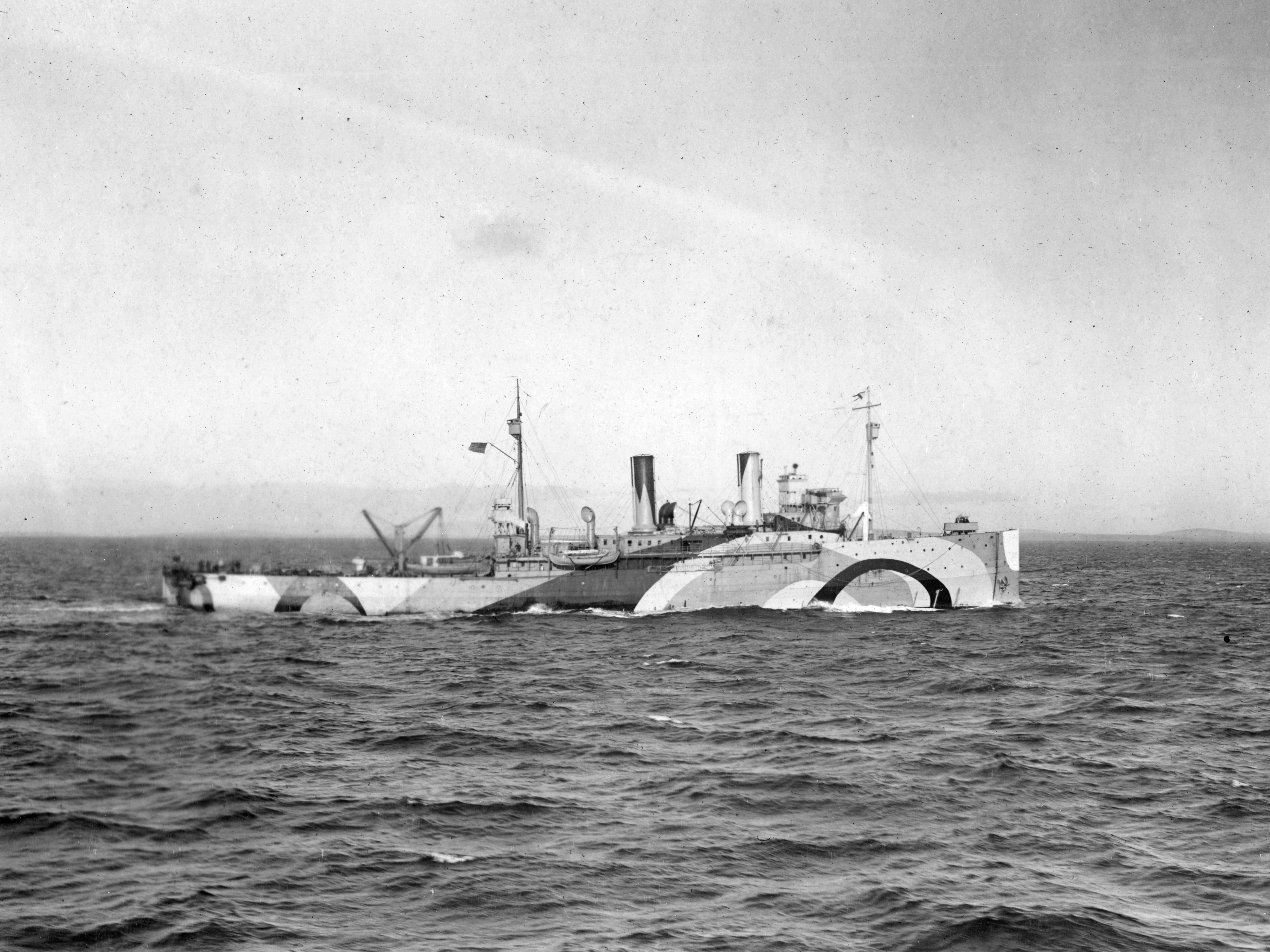
L’, en train de poser des mines du barrage de la mer du Nord.

Début 1918, les alliés mettent un point final à l’action des U-Boots de la Kaiserliche Marine quand leur principale voie échappatoire, le passage de 290 km entre les Orcades et la Norvège, est barrée par un champ de mines marines composé de 70 263 mines Mk-6 dont 56 611 posé par des navires américains.
Les pertes humaines lors de ce conflit sont 431 tués et 819 blessés pour l'US Navy et de 2 461 tués et 9 520 blessés pour les Marines. Il faut rajouter à ces chiffres 192 tués dans l'United States Coast Guard et 629 dans la marine marchande.
Seuls trois navires de combat ont été perdus à la suite d'une action ennemie, le patrouilleur USS Alcedo (SP-166), un yacht converti, coulé au large des côtes françaises le 5 novembre 1917; le destroyer USS Jacob Jones (DD-61) de la classe Tucker, coulé au large des côtes britannique le 6 décembre 1917, et le croiseur cuirassé USS San Diego (ACR-6) de la classe Pennsylvania, coulé près de Fire Island, au large de la côte de New York, le 19 juillet 1918 à priori par une mine à la dérive larguée par un sous-marin allemand.
La marine marchande américaine qui totalise trois millions de tonneaux en 1914, a perdu 389 000 tonneaux entre 1914 et 1918, mais 4 030 949 tonneaux étaient construits aux États-Unis durant cette période.

### L’expansion de l'entre-deux-guerres
À la fin de la Première Guerre mondiale, la marine américaine compte plus de 500 000 officiers et hommes du rang, ce qui en fait en matière de personnel, la plus grande dans le monde. Si beaucoup d’officiers sont enthousiastes quant au potentiel de l'Aéronautique navale ainsi que du potentiel rôle des porte-avions, le Chef des opérations navales William S. Benson (en) n'est pas de cela. Il tente d'abolir l'aviation en 1919 parce qu'il ne peut concevoir son potentiel pour la flotte. Cependant, Roosevelt s’oppose vigoureusement à ce dernier et infirme les décisions de Benson
Après une courte période de démobilisation, les grandes nations maritimes commencent des programmes afin d’augmenter la taille et le nombre de leurs principaux navires. Le Plan de Wilsons pour développer le leadership américain passe par la construction de navires modernes et toujours plus performants ce qui conduit à un contre programme japonais, et pousse les Britanniques à faire de même afin de maintenir leur supériorité navale. Mais le sentiment isolationniste américain ainsi que les préoccupations économiques des autres nations conduisent à la Conférence navale de Washington de 1921. La conférence se concrétise par le traité de Washington de 1922 et les limites sur l'utilisation des sous-marins. Le traité prescrit un rapport de 5: 5: 3: 1:1 pour les principaux navires des nations signataires du traité. Le traité reconnaît l'US Navy comme étant égale à la Royal Navy en leur autorisant à disposer d’une marine de même tonnage soit 525 000 tonnes de navires capitaux et 135 000 tonnes de porte-avions. Le Japon est reconnu comme la troisième puissance navale devant la France et l’Italie. Afin de respecter les restrictions imposées par le traité, beaucoup de vieux navires sont démolis par les cinq puissances, tandis que la construction de navires capitaux est limitée.

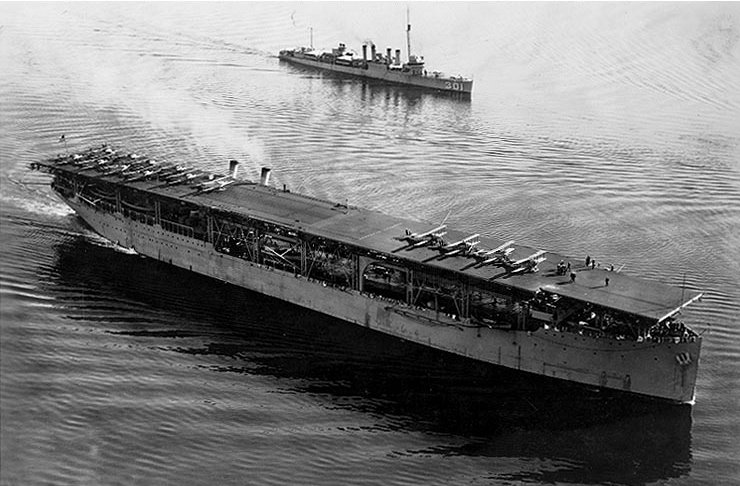
L', premier porte-avions de l'US Navy.

L'une des premières conséquences est donc d'encourager le développement de croiseurs légers et de porte-avions. Le premier porte-avions des États-Unis est un navire charbonnier converti, l’USS Langley mise en service en 1922, bientôt rejoint par l'USS Lexington et l’USS Saratoga, conçu initialement comme croiseur de bataille avant les limitations imposées par le traité de Washington. Sur le plan organisationnel, le Bureau of Aeronautics est créée en 1921 et les aviateurs de la marine font désormais partie de l'United States Naval Air Corps (en). Sur le plan aéronaval, le général Billy Mitchell se montre un constant défenseur de l’utilisation des forces aériennes et de l’aéronavale durant l’entre-deux-guerres. Il essaie en particulier de démontrer la vulnérabilité des navires de guerre face aux attaques aériennes, mais il détruit sa carrière en 1925 en attaquant publiquement les hauts dirigeants de l'armée et de la marine pour leur incompétence qu'il assimile quasiment à de la trahison.
La Loi Vinson-Trammell de 1934 met en place un programme régulier de construction navale et de modernisation afin de développer la Marine jusqu’aux limites autorisées par le traité. Ce programme reçoit aussi le soutien de l’ancien secrétaire à la marine adjoint maintenant président, Franklin D. Roosevelt. Le traité de limitation navale s'applique également aux bases, mais le Congrès n'approuve que la construction de bases d'hydravions sur l'Île de Wake, les Îles Midway et Dutch Harbor. Il refuse tous fonds supplémentaires pour les bases navales de Guam et des Philippines. Les navires de la Marine sont désormais conçus avec une plus grande endurance et un rayon d'action amélioré ce qui leur permet d'opérer depuis des bases plus nombreuses et plus lointaines et de limiter les périodes de carénages.
La Marine américaine accroît sa présence en Extrême-Orient avec ses bases navales aux Philippines et en déployant des canonnières en Chine sur le fleuve Yangtze. Lors de la guerre sino-japonaise (1937-1945), la canonnière USS Panay est, d’ailleurs bombardée et mitraillée par des avions japonais. Mais l'isolationnisme américain, bloque encore à cette date, toute réponse militaire. Préférant la voie diplomatique, Washington exige et obtient des excuses et une compensation du Japon.

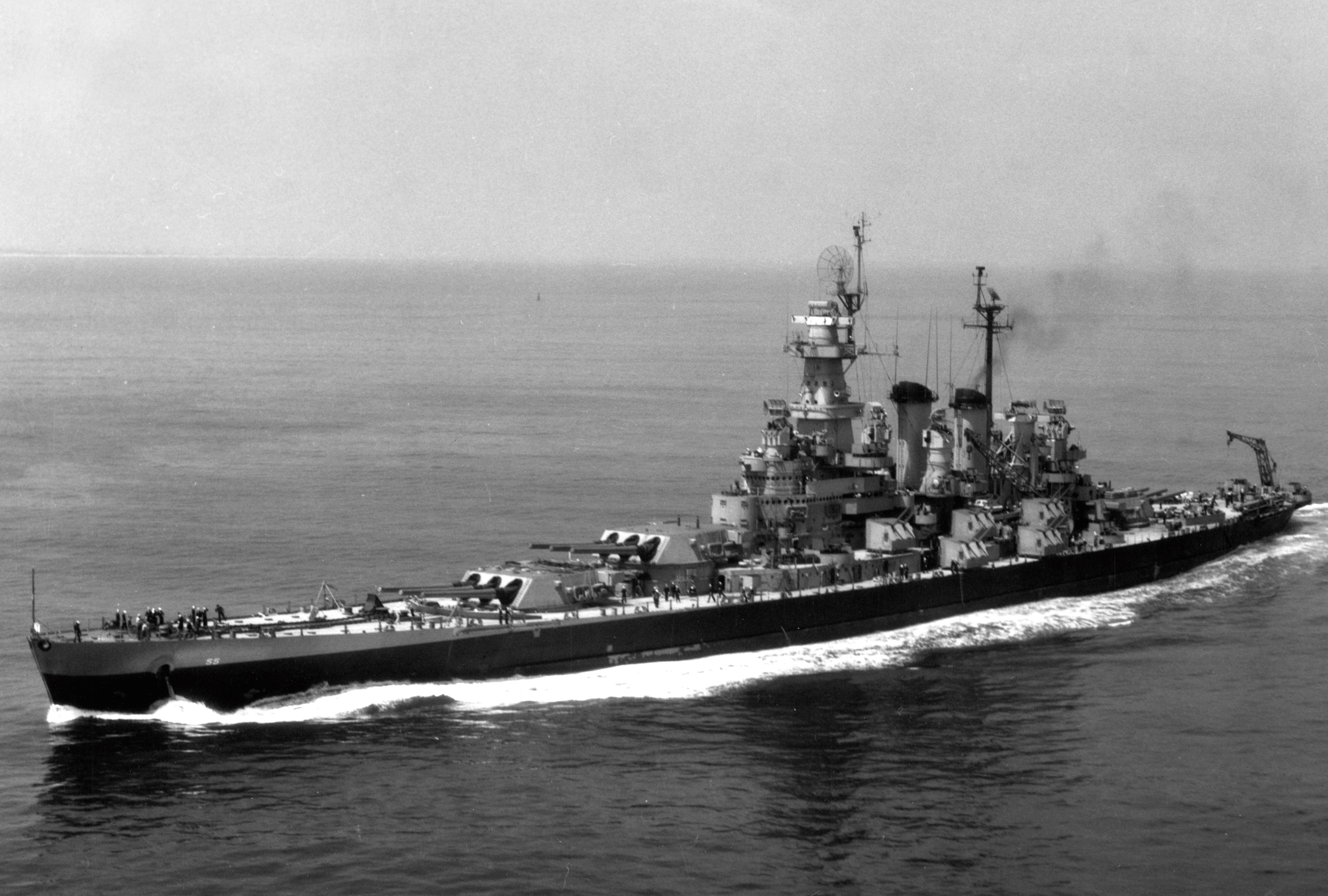
L'.

Lors de la Première Guerre mondiale, des afro-américains ont été enrôlés dans l’US Navy, jusqu’en 1919. À partir des années 1930, quelques-uns sont recrutés pour servir comme stewards au mess des officiers. Les afro-américains sont recrutés en grand nombre sur l’insistance de Roosevelt après 1942.
La loi sur la marine de 1936 autorise la construction d’un nouveau cuirassé, le premier depuis 1921, l’USS North Carolina, dont la quille est posée en octobre 1937. Le Naval Act of 1938 (en) autorise une augmentation de 20 % de la taille de la flotte, et en juin 1940, le Two-Ocean Navy Act autorise une expansion de 11 % de la marine. Le chef des opérations navales, Harold Rainsford Stark demande et obtient du Congrès une augmentation supplémentaire de 70 %, soit environ 200 navires supplémentaires. En septembre 1940, le Destroyers for Bases Agreement donne cinquante destroyers de l'United States Navy datant de la Première Guerre mondiale à la Grande-Bretagne en échange de terrains à travers le monde afin d'y construire des bases militaires.
En 1941, la flotte de l'Atlantique est réactivée. Avant même l’entrée officielle en guerre des États-Unis, les navires de l’US Navy mènent de nombreuses patrouilles de neutralité et participent à plusieurs combats. Le premier combat de la Seconde Guerre mondiale entre Américains et Allemands survient le 10 avril 1941, lorsque le destroyer l’USS Niblack prend en chasse un U-boot et largue des charges explosives sur le sous-marin alors que le Niblack recueillait les survivants d'un cargo néerlandais torpillé. En octobre, les destroyers USS Kearny et USS Reuben James sont torpillés, et le Reuben James est perdu le 31 octobre devenant le premier navire de guerre américain coulé durant ce conflit.

### L'émergence de la flotte sous-marine

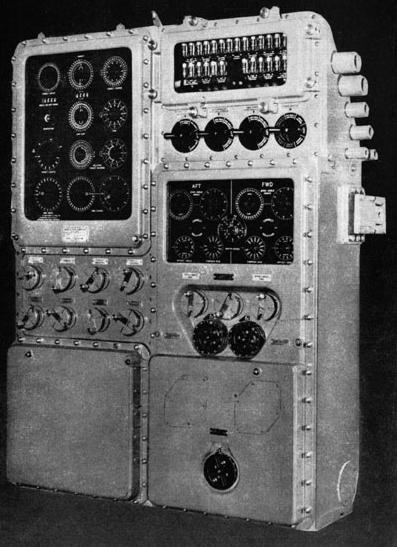
Le calculateur analogique Mk III Torpedo Data Computer.

Certains stratèges américains, influencés en grande partie par la campagne des U-boats allemands lors de la Première Guerre mondiale, se montrent favorables à l’utilisation des sous-marins par l’US Navy. Dès 1912, le lieutenant Chester Nimitz se montre partisan de l’utilisation des sous-marins à long terme afin d’accompagner la flotte et repérer les positions et mouvements de l'ennemi. Le nouveau chef de la section sous-marine en 1919, le capitaine Thomas C. Hart, avance que les sous-marins pourraient gagner la prochaine guerre : "Il n'y a pas plus rapide ou une méthode plus efficace de vaincre le Japon que de couper ses communications maritimes". Cependant, Hart est stupéfait de découvrir après la capture de U-boat allemand que les sous-marins américains étaient dépassés et qu’ils n’étaient absolument pas prêts pour leur mission.
Cependant, le public ainsi qu’un certain nombre d’anciens officiers conçoit le rôle des sous-marins essentiellement dans une mission de protection du littoral afin d’intercepter les navires ennemis s’approchant de San Francisco ou de New York. La Marine réalisé alors que les visés isolationnistes du Congrès ne permettent pas encore de financer un programme plus ambitieux. Les amiraux de la vieille garde soutiennent que la mission d’un sous-marin est d’être les yeux de la flotte de combat, et assistants dans la bataille, non un participant direct. Un rôle difficile à tenir selon d’autres officiers car même en surface, les sous-marins les plus rapides ne peuvent aller au-delà de 37 km/h, soit beaucoup plus lentement que les principaux navires de guerre qui peuvent naviguer à plus de 56 km/h. Les jeunes commandants organisent alors une Submarine Officers Conference en 1926. Ils font valoir que les sous-marins sont plus adaptés pour mener des raids contre les navires de commerce à la manière des U-boat. Les sous-marins américains sont donc redessinés afin de s’approcher du modèle allemand. De nouvelles exigences apparaissent aussi afin qu'ils soient capables de naviguer de manière autonome sur 12 000 km sur une mission de 75 jours. La guerre sous-marine à outrance avait conduit à la guerre avec l'Allemagne en 1917, et continue d’être très mal perçu par l'opinion publique et condamnée par les traités, y compris le Traité naval de Londres de 1930. Néanmoins, les stratèges la marine prévoient d'utiliser les sous-marins dans la guerre sans restriction contre les navires marchands japonais, les transports et les pétroliers. Mais la Marine garde ses plans secrets. Ils sont mis à exécution, quelques heures seulement après l'attaque de Pearl Harbor, et commandent une guerre sans restriction contre tous les navires ennemis situés dans le Pacifique.

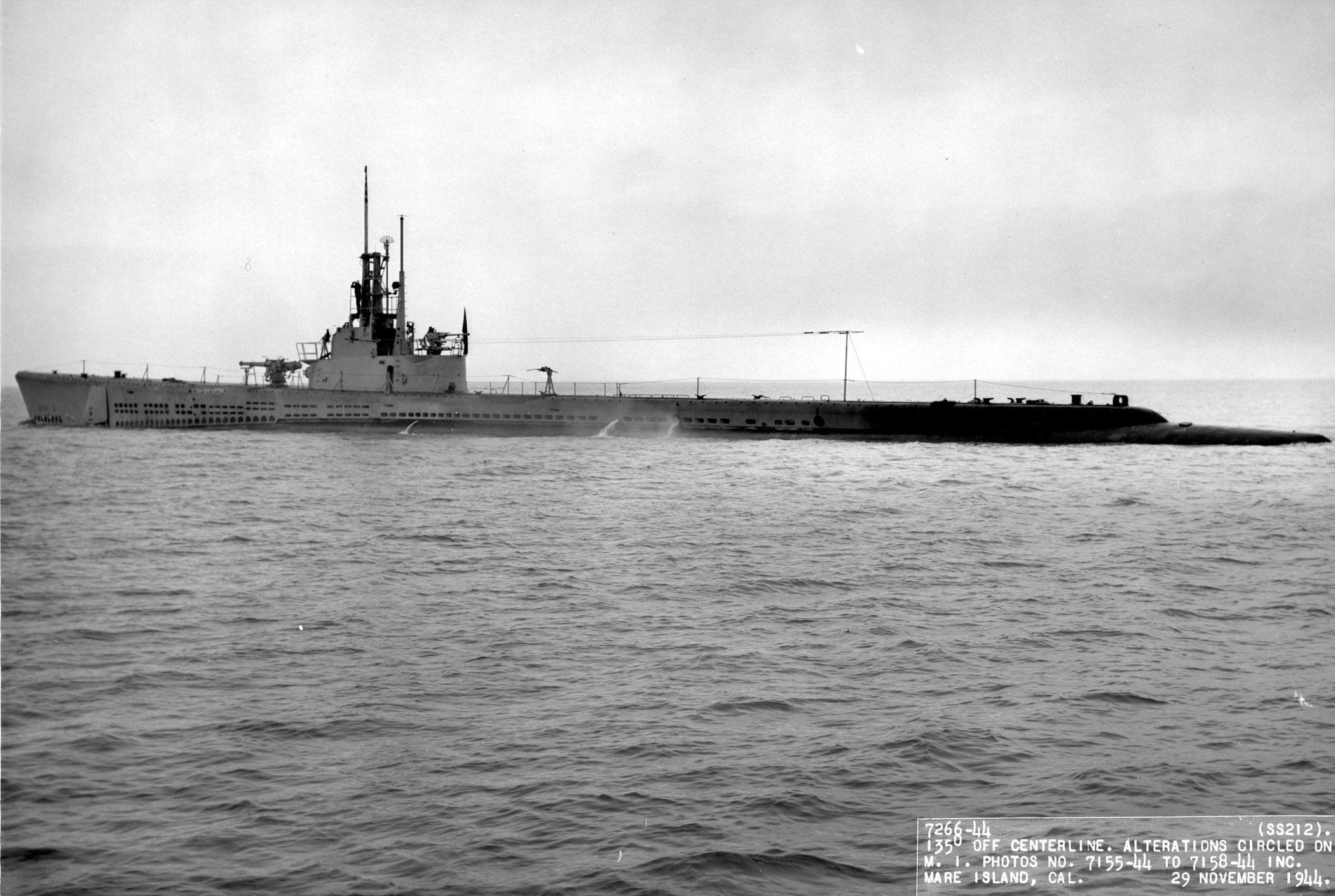
L'USS Gato (SS-212) en 1944.

Les sous-mariniers ont donc conquis les stratèges de la Marine, mais leur équipement n'est pas encore capable de gérer efficacement leur mission. Le défi de concevoir de nouveaux sous-marinss devient une priorité à partir de 1934, et plusieurs classes de sous-marins sont développées par la marine. La Classe Salmon est lancé en 1937, suivie par la classe Tambor en 1939 et la classe Gato en 1940. Les nouveaux modèles coûtent environ 5-6 millions de dollars chacun. Avec 91 m de longueur et 1 500 tonnes, ils sont deux fois plus grands que les sous-marins allemands, mais encore très maniables. Ils n’ont besoin que de 35 secondes pour plonger à 18 m. La Marine développe aussi le Torpedo Data Computer (en), un calculateur analogique très avance sur ce qui existe dans les marines britanniques, allemandes et japonaises afin de contrôler le tir des torpilles. Avec six tubes avant et 4 à l'arrière chargé par 24 Mark 14 torpedo (en), les nouveaux sous-marins peuvent naviguer en surface avec une vitesse de croisière de 37 km/h (à l'aide de quatre moteurs diesel) et en plongée à 15-18 km/h (en utilisant des moteurs électriques alimentés par batterie). De nouveaux aciers et de nouvelles techniques de soudage renforcent la coque, et permettent aux sous-marins de plonger aussi à plus de 120 m afin d'éviter les charges explosives de profondeurs. Les navires sont conçus pour assurer aux 65 membres d'équipage de relatives bonnes conditions de vie. Les nouveaux sous-marins peuvent rester en mer pendant 75 jours, et couvrir 16 000 km, sans ravitaillement. Si la Marine pense être prête à la veille de la Seconde Guerre mondiale, ces nouveaux bâtiments sont pourtant dotés de vices cachés en particulier de torpilles défectueuses qui seront corrigés lors de la guerre.

## L’ère moderne

### La Seconde Guerre mondiale
Pour des articles plus généraux, voir Histoire de l'United States Navy pendant la Seconde Guerre mondiale et Liste des navires perdus par l'US Navy pendant la Seconde Guerre mondiale.

#### Commandement et organisation

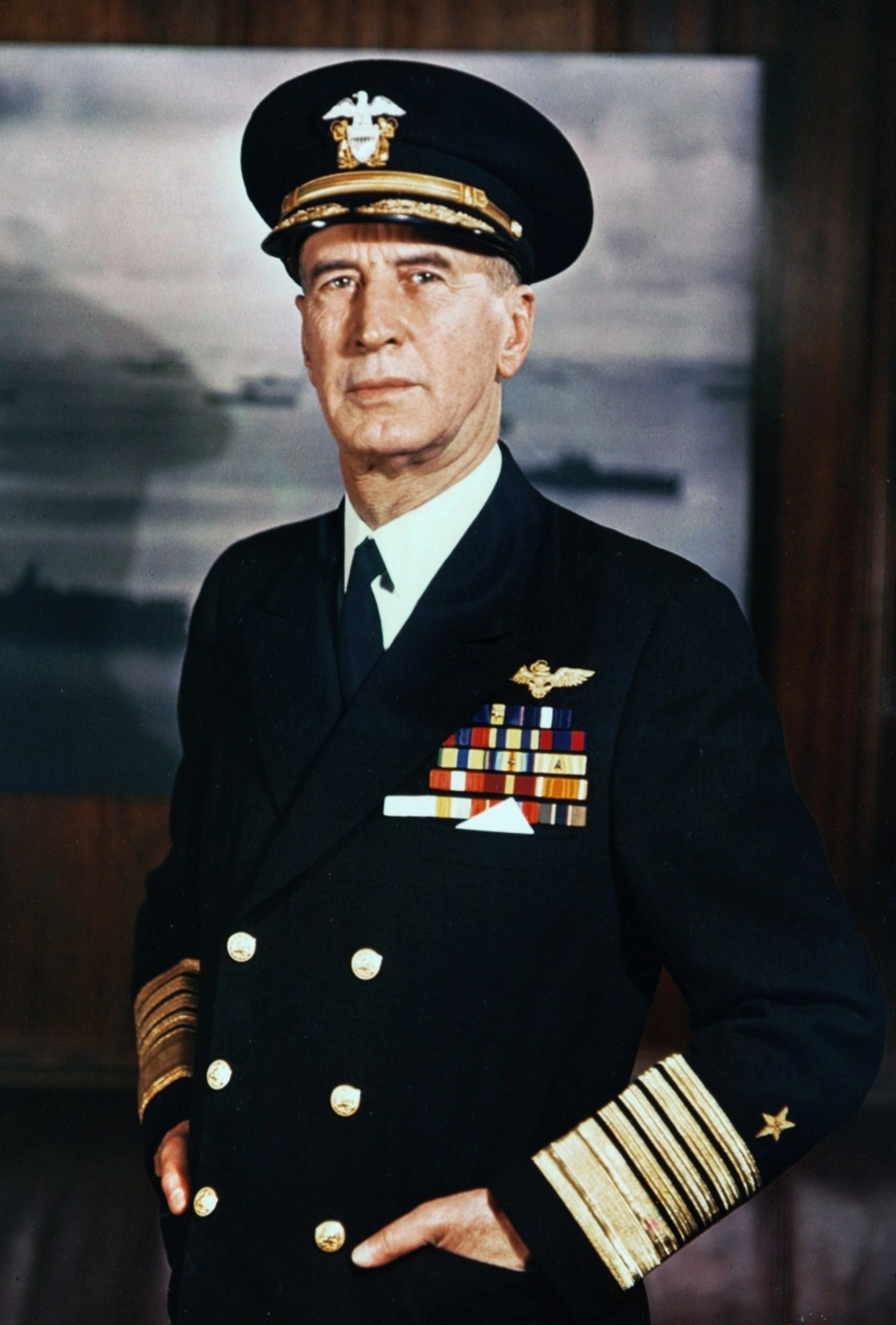
Ernest J. King.

Après le désastre de Pearl Harbor, Roosevelt se tourne vers l’amiral le plus agressif de l’US Navy, l'amiral Ernest J. King. Totalement dévoué à la victoire, expérimenté dans l'aviation et les sous-marins, King est sans doute l’un des amiraux les plus marquants de l'histoire de la marine américaine. Détesté mais respecté, il prend toutes ses décisions de son poste de commandement à Washington. Durant la guerre, le Secrétaire à la Marine des États-Unis est Frank Knox jusqu’à son décès en 1944. Roosevelt apporte alors son soutien inflexible à James Forrestal. Malgré la volonté du chef d'état-major du commandant en chef de l'armée américaine et de la Marine, William D. Leahy, de se concentrer d'abord sur l'Allemagne, King fait de la défaite du Japon sa priorité absolue. C'est lui qui insistera, par exemple, pour prendre Guadalcanal, malgré les fortes objections de l'US Army.
Sa force de frappe principale est construite autour des porte-avions basés à Pearl Harbor, sous le commandement de Chester Nimitz. Nimitz dispose d’une flotte de combat principal, avec les mêmes navires et marins, mais avec deux systèmes de commandement qui tournent tous les quelques mois entre l'amiral William F. Halsey et l'amiral Raymond A. Spruance. Ayant décrypté les codes secrets japonais, la Marine dispose par ailleurs d’un avantage majeur sur son ennemi du Pacifique. Ceci lui permet ainsi de devancer la flotte japonaise à la bataille de Midway, où King envoie quatre porte-avions intercepter la flotte de Yamamoto. La victoire de Midway marque un tournant dans la guerre du Pacifique. En plus de l’avantage de la puissance de feu, la Marine américaine a les moyens de construire des navires en bien plus grand nombre que le Japon. King accorde aussi une attention particulière aux sous-marins, avec lesquels il compte briser la logistique japonaise. Conçus pour des missions longues dans les mers tropicales, ils s’attaquent aux cargos, transports de troupes et pétroliers ennemis. En 1942, l’amiral Lockwood, commandant les forces sous-marines américaines, prend la décision de relever tout commandant qui n’aura rien coulé en deux patrouilles. En un an, un tiers des commandants sont ainsi remplacés, mais le nombre de victoires augmente très nettement.
La guerre du Pacifique se déroule principalement sur deux théâtres : le théâtre du Pacifique Sud-Ouest et celui du Pacifique. Ce dernier est dirigé par l'amiral Chester Nimitz, tandis que le Pacifique Sud-Ouest est sous l'autorité de l'US Army, avec le général Douglas MacArthur ; King lui accorde une flotte – surnommée la « marine de MacArthur » – avec un vice-amiral à sa tête, mais sans grands porte-avions.

#### Une guerre de porte-avions

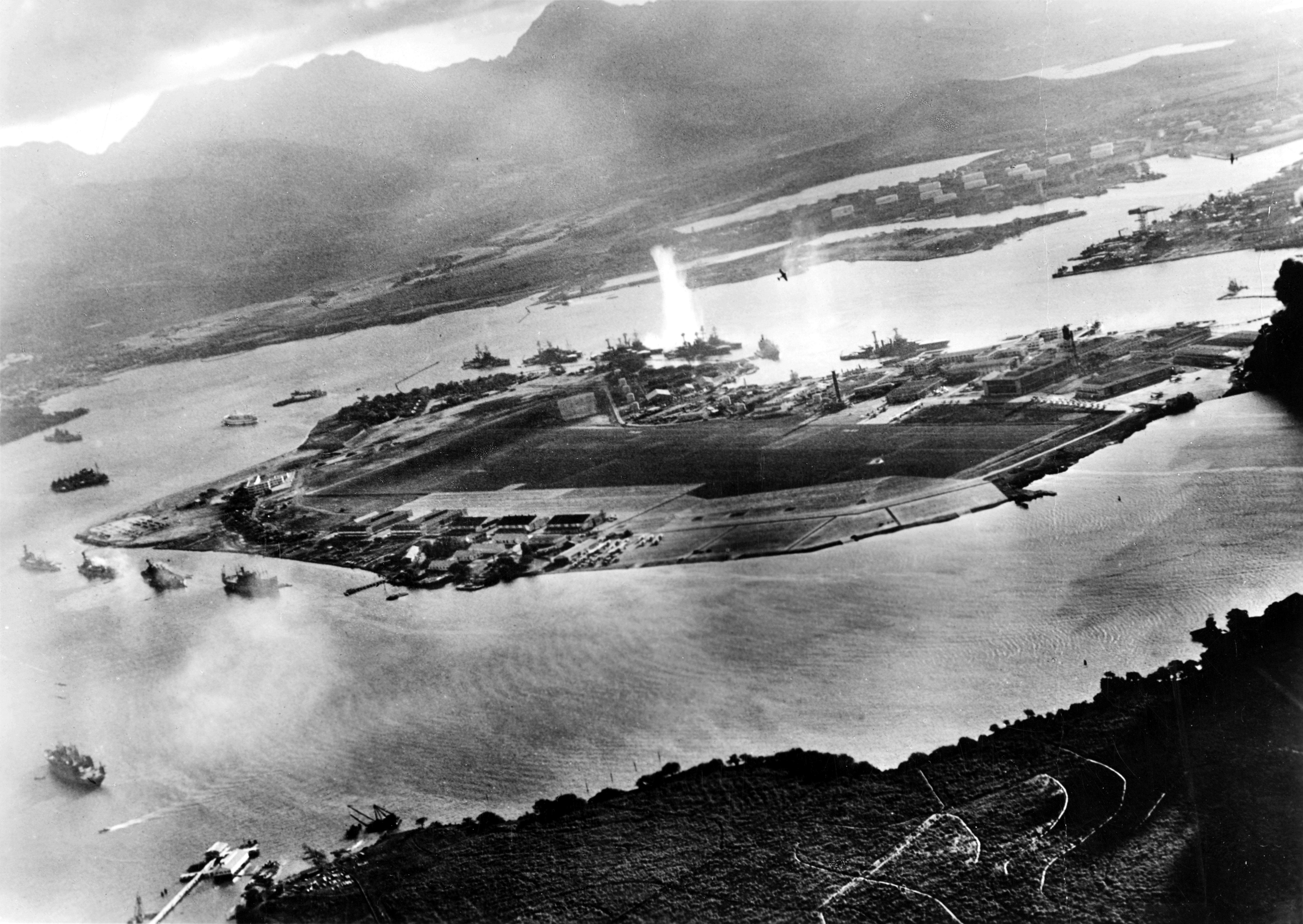
Pearl Harbor vu d'un appareil japonais.

Le 7 décembre 1941, l'attaque japonaise de Pearl Harbor permet de couler ou de mettre hors service la majeure partie de la flotte de cuirassés américains. Cette attaque oblige l’amiral King à développer une nouvelle stratégie fondée sur les porte-avions. Bien que certains cuirassés coulés aient été renfloués, et de nouveaux construits, ils n'ont plus joué qu'un rôle secondaire dans la guerre, limités principalement à des bombardements préparant les débarquements amphibies. Le club des « Big Gun », qui dominait la Marine depuis la guerre civile, a définitivement perdu son influence avec la Seconde Guerre mondiale.
Les États-Unis se montrent impuissants lors des six premiers mois de la guerre du Pacifique. Les Japonais s’imposent à travers le Pacifique occidental et dans l'océan Indien en particulier grâce aux victoires de la bataille des Philippines (1941-1942) et de la bataille de Malaisie. Après le choc des premières défaites, la Marine réussit à stopper l’expansion japonaise à l’été 1942 lors de deux batailles décisives : la bataille de la mer de Corail et la bataille de Midway.
Au début de la guerre, les États-Unis et le Japon sont comparables en matière de porte-avions, tant en termes de quantité que de qualité. Mais l’aviation japonaise dispose d’un avantage certain avec, le Mitsubishi A6M Zéro. Ce dernier est supérieur en matière de portée et de maniabilité à son homologue américain, le Grumman F4F Wildcat.
L’étude par les ingénieurs américains d’un Zero capturé permet d’identifier ses faiblesses, comme la protection du pilote et des réservoirs de carburant insuffisants. Les Américains construisent alors le Hellcat qui entre en service à la fin de 1943. Le Grumman F6F Hellcat est propulsé par un moteur Pratt & Whitney en étoile de 18 cylindres produisant 2000 chevaux, aussi utilisé par le F4U Corsair en service dans le Corps des Marines et la Fleet Air Arm. Les F6Fs se montrent plus performants que les Zéros. Ils disposent d’une vitesse plus élevée (644 km/h), de même qu’une vitesse ascensionnelle supérieure (900 m par minute). Ils sont plus maniables à des altitudes élevées et meilleurs en piqué. Ils disposent aussi d’un blindage et d’une puissance de feu supérieure (6 mitrailleuses tirent 120 balles par seconde). Même s’il est plus lourd que le Zéro, le Hellcat est donc dans l’ensemble supérieur et devient une arme redoutable dans les mains des pilotes américains mieux formés que leurs homologues japonais.

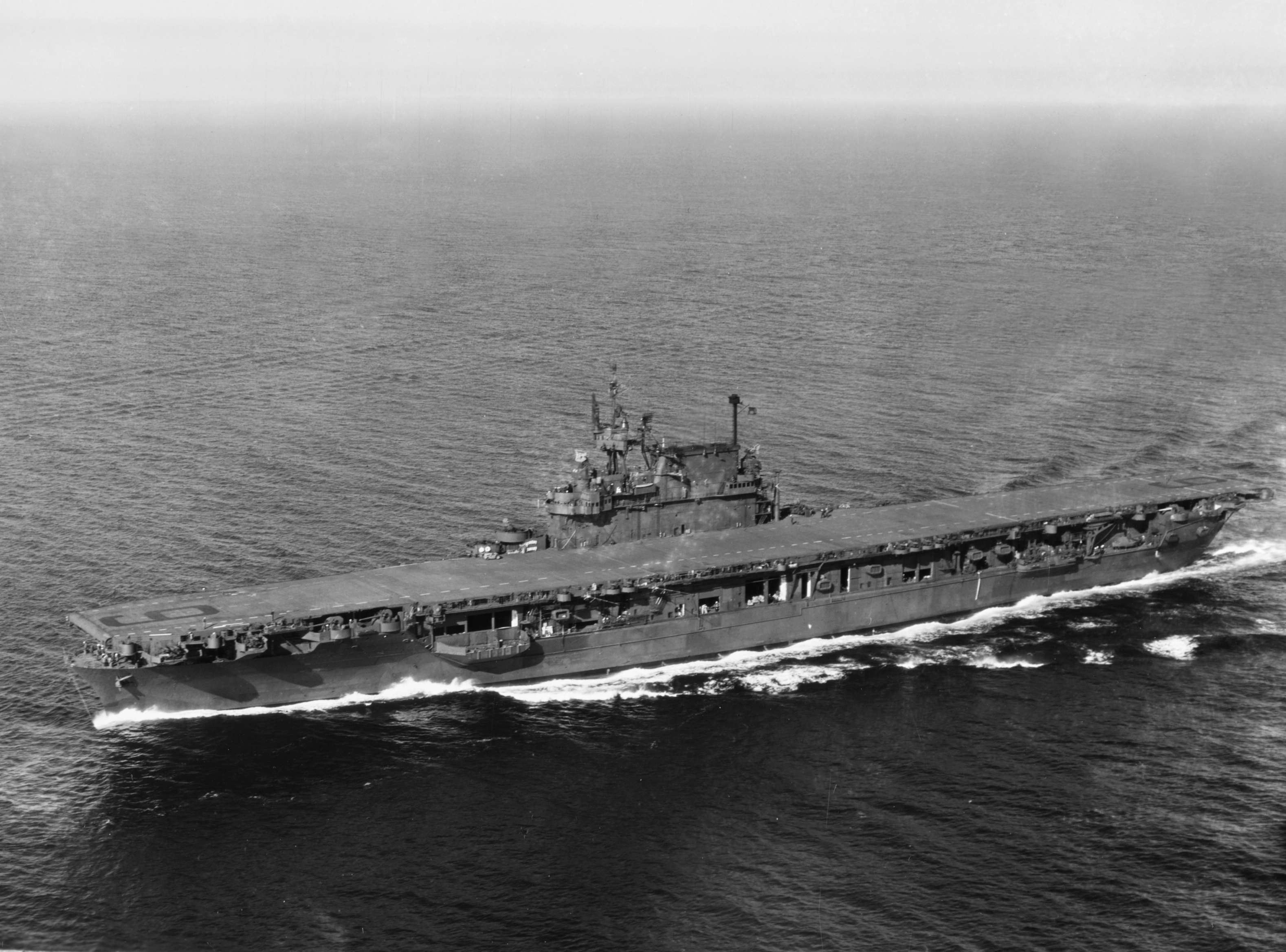
L', le navire américain le plus décoré du conflit.

Les pertes japonaises à Midway paralysent ses capacités offensives, alors que dans le même temps, la puissance industrielle américaine permet aux chantiers navals de construire de plus en plus de navires. En 1942, l'empire du Japon commande six nouveaux porte-avions, mais en perd six ; en 1943, il en commande trois et en perd un. Le tournant survient en 1944 quand il lance huit porte-avions, mais en perd treize. À la fin de la guerre, le Japon dispose encore de cinq porte-avions mais paralysés dans les ports, endommagés et à court de carburant et d’avions. Pendant ce temps, les États-Unis lancent un grand et treize petits porte-avions en 1942 ; en 1943, ils en lancent quinze grands et cinquante petits, et en 1944 et 1945, davantage encore. Les nouveaux porte-avions américains sont beaucoup mieux conçus, avec davantage de canons antiaériens et de puissants radars.
Après avoir arrêté l’expansion japonaise à l’été 1942, la campagne de Guadalcanal entre août 1942 et février 1943 marque le passage à une stratégie offensive des forces armées américaines. C’est une campagne extrêmement intense tant pour les forces aériennes et terrestres que pour la marine. Les Japonais se montrent particulièrement efficaces lors de combats de nuit en particulier parce que les destroyers américains s’étaient surtout préparés à combattre des cuirassés. Cependant, les Japonais subissent de gros problèmes d’approvisionnement alors que l’efficacité logistique américaine facilite la victoire de ces derniers,. Après avoir reconstruit ses forces entre 1942 et 1943, la marine élabore alors la stratégie du saute-mouton qui consiste à contourner et isoler certains territoires bien défendus par les Japonais tout en ce concentrant sur la prise d’îles stratégiques en vue d’atteindre le Japon.
Sur le front européen, les Alliés mènent une longue bataille contre les sous-marins allemands lors de la bataille de l'Atlantique. Des centaines de Destroyer escort et des dizaines de porte-avions d'escorte sont construits et déployés pour protéger les convois. Sur le plan de l’aéronaval, les avions de la Marine décollent à partir de bases au Groenland et en Islande afin de chasser les sous-marins. Dans le Pacifique, ce sont les sous-marins américains qui chassent les convois japonais. À la fin de la guerre, les États-Unis disposent de 260 sous-marins en service. 52 sous-marins ont été perdus, 36 en actions dans le Pacifique. L’influence des sous-marins américains dans la guerre du Pacifique est extrêmement importante. Ils permettent de détruire la flotte marchande japonaise et en janvier 1945, l'approvisionnement en pétrole du Japon est définitivement coupé.
À l'été 1943, les États-Unis lancent la campagne des îles Gilbert et Marshall. Après ce succès, les Américains partent à la conquête des îles Mariannes et Palau à l’été 1944. À la suite de leur défaite à la bataille de Saipan, la Flotte combinée de la Marine impériale japonaise, s’appuyant sur cinq porte-avions lourds, attaque la Cinquième flotte des États-Unis lors de la bataille de la mer des Philippines. C’est l’une des plus grandes batailles de porte-avions de l'histoire et un désastre pour la marine japonaise. Alors que les Américains n’ont perdu que 123 avions, les Japonais perdent près de 400 avions et trois porte-avions. La supériorité américaine dans les combats est si imposante que la bataille est surnommée The Great Marianas Turkey Shoot (le grand tir aux pigeons des Mariannes). Après la victoire des Mariannes, les États-Unis débutent la reconquête des Philippines à Leyte en octobre 1944. La flotte japonaise lance une contre-attaque sur la flotte d'invasion américaine lors de la bataille du golfe de Leyte, la plus grande bataille aéronavale de l’histoire. Durant cette bataille, les premiers kamikazes font leur apparition et se montrent extrêmement destructeurs en coulant par exemple le porte-avions USS St. Lo.

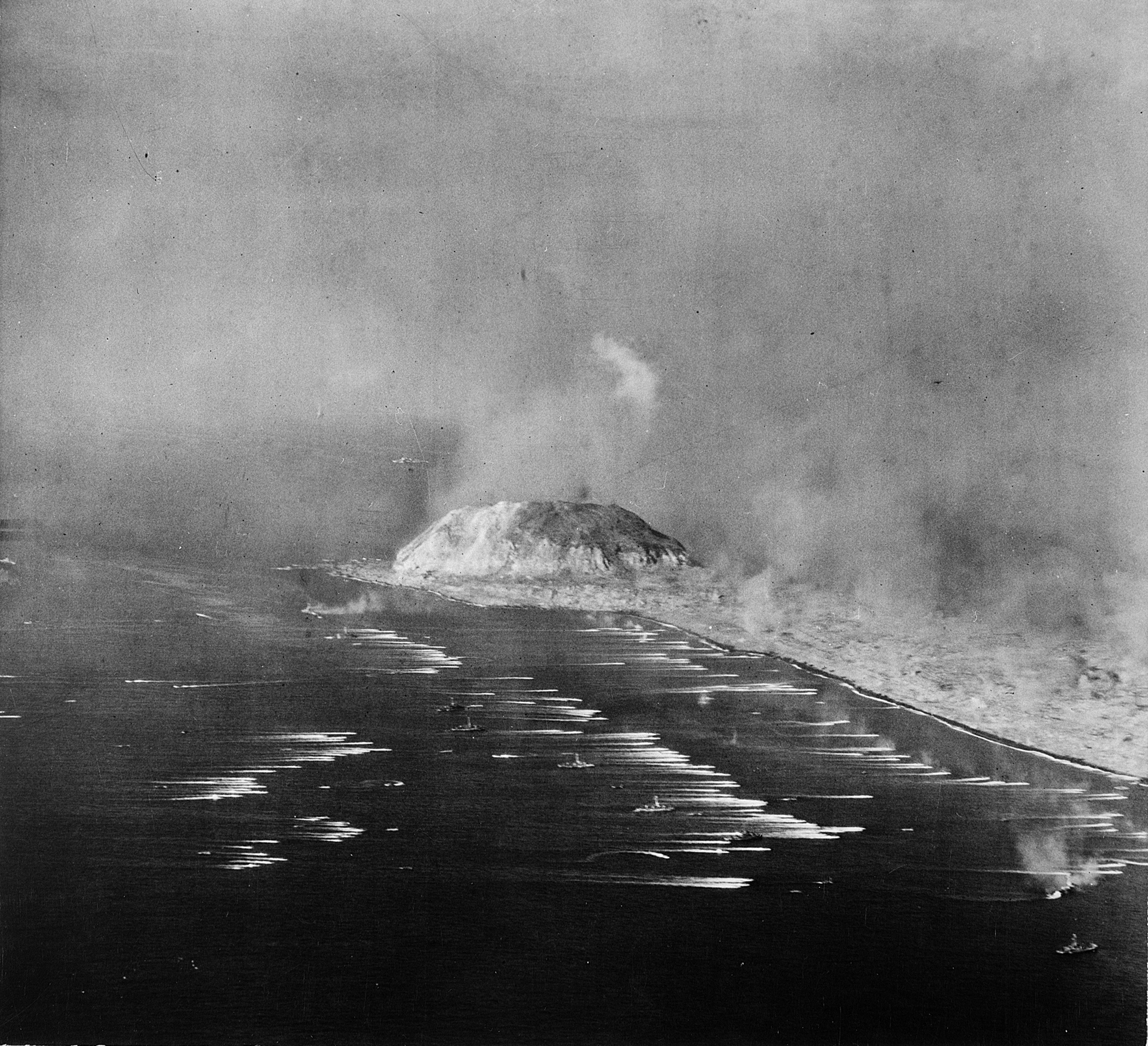
Le débarquement d'Iwo Jima.

Quelques semaines après la bataille d'Iwo Jima, la bataille d'Okinawa est la dernière grande bataille entre les États-Unis et les unités japonaises au sol. Située à 560 kilomètres du Japon, Okinawa devait être la dernière étape avant l'opération Downfall qui devait mener l’invasion de l’île. Le débarquement des marines le 1er avril 1945 marque le début d’une campagne de 82 jours et de l’une des plus grandes batailles de l’histoire. Les combats sont extrêmement féroces et touchent particulièrement les civils avec plus de 100 000 morts. Les kamikazes coûtent à la marine américaine les plus grandes pertes de son histoire avec 36 navires coulés et 243 endommagés. Les pertes totales américaines se portent à plus de 12 500 morts et 38 000 blessés, tandis que les Japonais perdent plus de 110 000 soldats, ce qui fait d’Okinawa l’une des plus sanglantes batailles de l'histoire. L’opération Ten-Gō quant à elle marque en avril 1945, la dernière opération majeure de la marine américaine et permet d’anéantir les reliquats de la flotte japonaise qui tentaient de contrer l'invasion d'Okinawa.
La guerre du Pacifique devait se clore par l’opération Downfall, réunissant la plus grande armada de l’histoire pour la plus grande opération amphibie de tous les temps. Mais la violence des combats et la farouche résistance des Japonais, lors des derniers mois de la guerre, décident au moins pour partie, le président Truman a lancer les bombardements atomiques d'Hiroshima et Nagasaki. Ces derniers contraignent le Japon à une capitulation sans condition. C’est une flotte de 374 navires qui entre dans la baie de Tokyo le 2 septembre 1945, pour assister à la cérémonie de capitulation conduite sur le cuirassé USS Missouri (BB-63). À la fin de la guerre en 1945, la marine américaine dispose de près de 1200 grands navires de combat, ce qui représente plus de 70 % des effectifs totaux de la planète pour les navires de 1 000 tonnes ou plus,. À son apogée, lors de la victoire sur le Japon, la marine américaine opère 6768 navires, dont 28 porte-avions, 23 cuirassés, 71 porte-avions d'escorte, 72 croiseurs, plus de 232 sous-marins, 377 destroyers, et des milliers de navires amphibies, de navires d’approvisionnement et de navires auxiliaires.

### La Guerre froide
Pour un article plus général, voir Guerre froide.

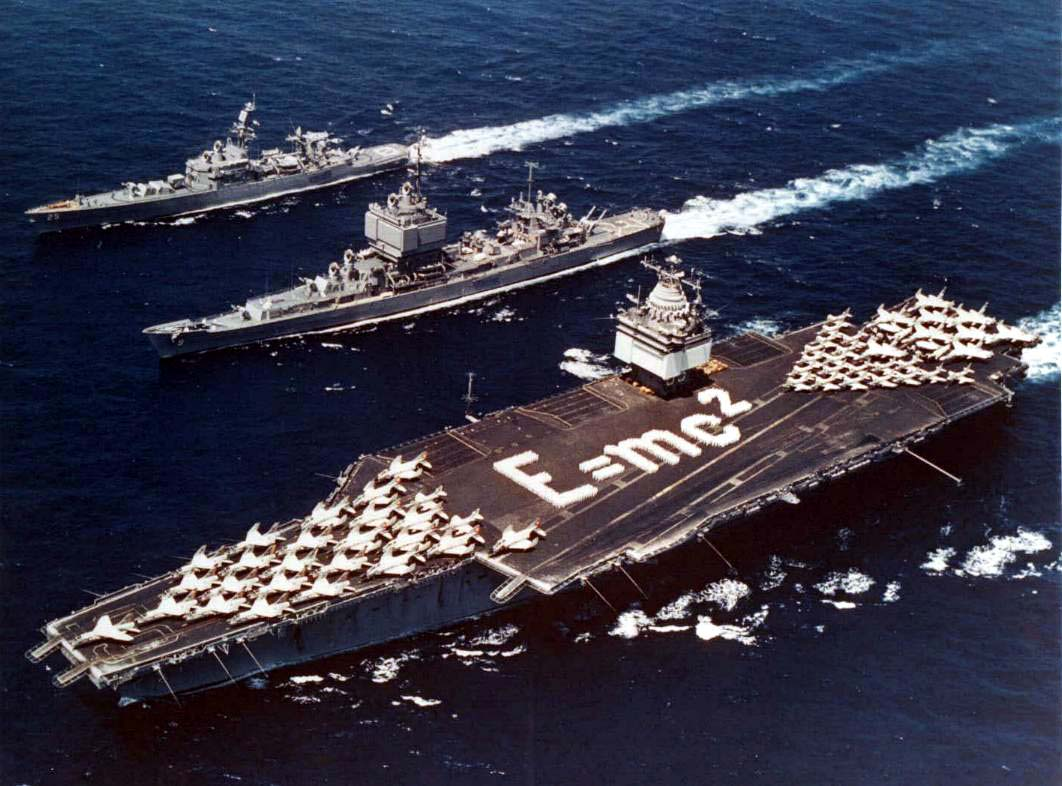
Les croiseurs à propulsion nucléaire USS Bainbridge (CGN-25) et USS Long Beach (CGN-9) derrière l’USS Enterprise (CVN-65) en 1964.

Dans l’immédiat après-guerre, la Marine met à la ferraille ou en sommeil, un très grand nombre de navires. En 1948, l’US Navy ne dispose plus que de 267 navires en service actif. Mais l’accroissement des tensions avec l'Union soviétique et le début de la guerre froide, en particulier la guerre de Corée, poussent les États-Unis à revoir leur stratégie navale. Il devient important pour la Marine, même en temps de paix, de disposer d’une flotte importante. L’US Navy affecte en permanence des flottes à plusieurs zones géographiques à travers le monde, afin de pouvoir répondre rapidement aux crises et de maintenir une présence dans les points chauds du globe.
La Marine se tient en permanence à la pointe de la technologie. Les années 1950, sous la direction de l'amiral Hyman G. Rickover, voient le développement de l'énergie nucléaire pour les navires, le développement des missiles, des avions à réaction et la construction des premiers supercarriers (en). En 1955, l’USS Nautilus (SSN-571) est le premier sous-marin propulsé par un moteur nucléaire. En 1961, l'USS Enterprise (CVN-65) est le premier porte-avions à propulsion nucléaire dans le monde suivi dans les années 1970 par la classe Nimitz dont le premier exemplaire est l’USS Nimitz (CVN-68) mise en service en 1975. L’apparition des armes nucléaires change fondamentalement la stratégie militaire. La marine conduit le développement du premier sous-marin nucléaire lanceur d'engins. Ces derniers, en raison leur capacité destructrice alliée à leur discrétion, vont prendre une place toujours plus importante dans le dispositif de dissuasion nucléaire américaine. Le premier SNLE américain est l’USS George Washington (SSBN-598) lancé en 1959. L’US Navy développe six classes de SNLE : la classe George Washington (1959 – 1985), la classe Ethan Allen (1961 – 1992), la classe Lafayette (1963 – 1994), la classe James Madison (1964 – 1995), la classe Benjamin Franklin (1965 – 2002) et enfin la classe Ohio (depuis 1981).

#### L'armement nucléaire

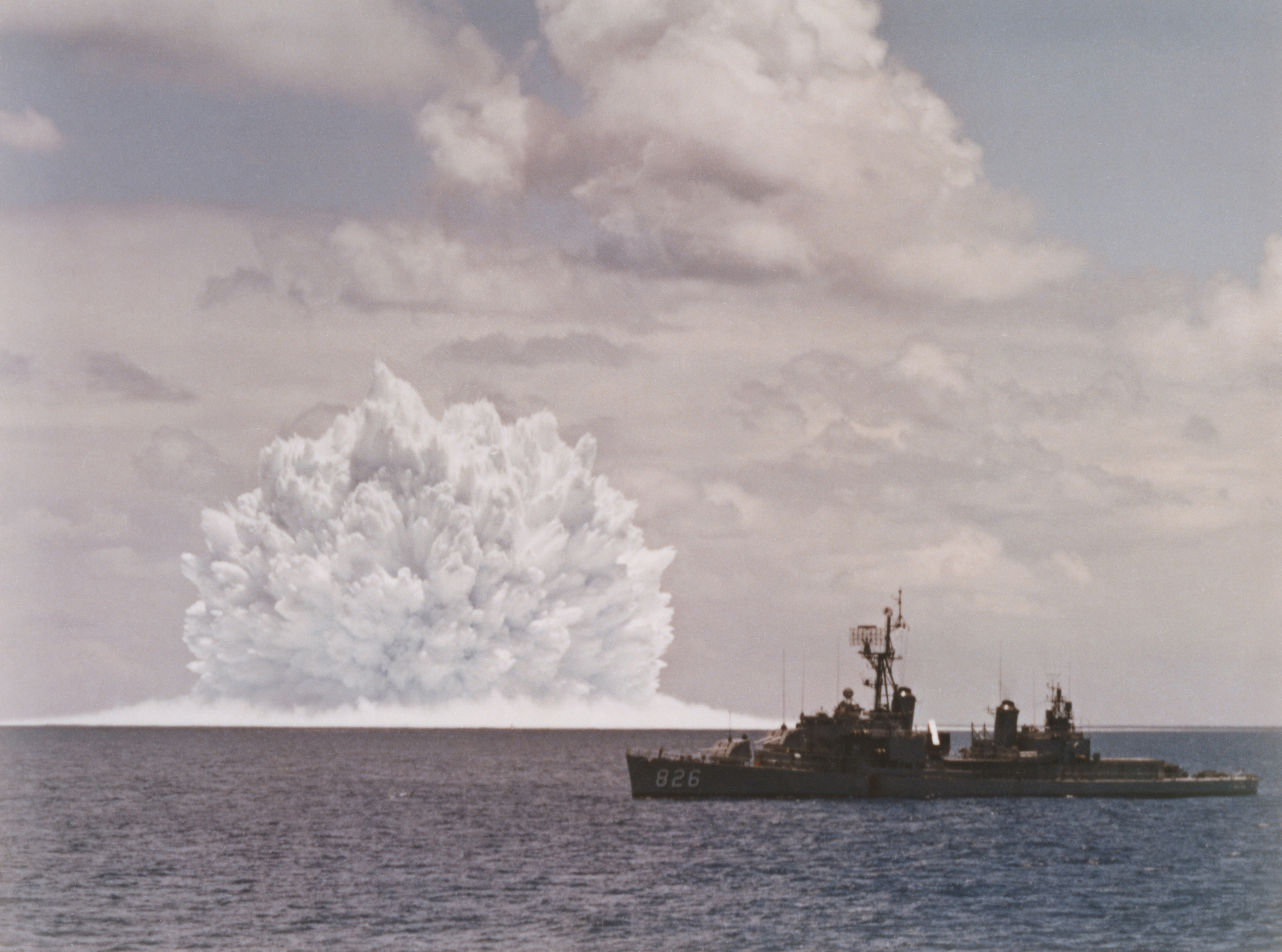
Le destroyer USS Agerholm tirant un RUR-5 ASROC avec une charge de profondeur nucléaire, lors du test Swordfish en 1962.

Concernant l'armement nucléaire, les premières bombes atomiques destinées à l'aéronavale sont embarquées sur des navires à partir de 1954. Elles sont rapidement suivies par une large gamme de d'armes nucléaires tactiques allant du missile surface-air à la charge anti-sous-marine.
Les années 1960 voient l'apparition des missiles mer-sol balistiques stratégiques embarqués à bord d'une flotte de sous-marins nucléaires lanceurs d'engins atteignant un maximum de 41 unités dès 1967. Ils deviennent l'un des piliers de la dissuasion nucléaire des États-Unis en raison de leur discrétion. Les États-Unis pendant la majeure partie des années 1970 et les années 1980, ont déployé environ un quart de la totalité de leur stock d'armes nucléaires en mer, essentiellement dans l'Atlantique. Le record date de 1975, quand 6 191 armes sont à flot, mais même en 1990, il y a encore 5 716 armes en mer. Soit plus que la taille de l'ensemble de l'arsenal nucléaire des États-Unis depuis 2007.
Avec la fin de la guerre froide, les armes tactiques et les bombes pour avions sont débarquées entre 1992 et 1993 et la flotte de SNLE réduite à 14.

#### La Guerre de Corée
Pour un article plus général, voir Guerre de Corée.

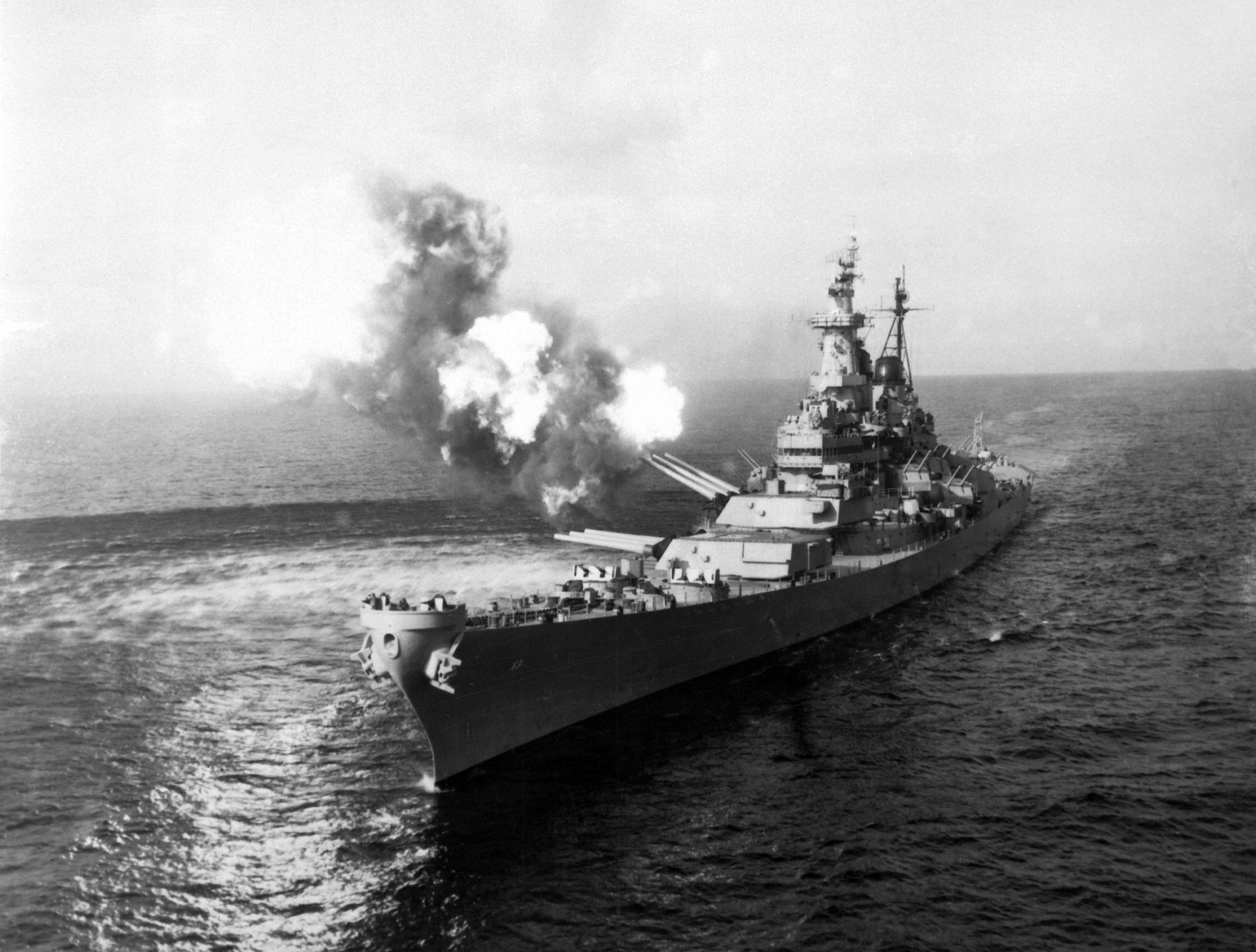
L'USS Missouri tire sur Chong Jin en Corée du Nord.

Lors de la guerre de Corée, la Corée du Nord ne dispose pas de véritable marine. L’US Navy se limite donc généralement à des opérations logistiques, de bombardement côtier et d’appui des troupes au sol. La marine participe toutefois à plusieurs grandes opérations. L’essentiel des forces navales sous le contrôle de la Septième flotte commandée par l’amiral Arthur Dewey Struble est divisé en trois groupes d’action principaux. La Task Force 77, dirigée aussi par Struble, composée des porte-avions et de leurs escortes, est la principale force de frappe navale. La Task Force 96, dirigée par le vice-amiral Charles Turner Joy, est composée de croiseurs et de destroyers afin d’effectuer le bombardement côtier et maintenir le blocus maritime. La Task Force 90 (en), sous le contrôle du contre-amiral James H. Doyle (en), composée essentiellement de navire de transport et de Landing Ship Tank, sert pour les opérations amphibies. À ces forces, on peut aussi ajouter la Task Force 99, force de patrouille et de reconnaissance commandée par le vice-amiral George R. Henderson (en).

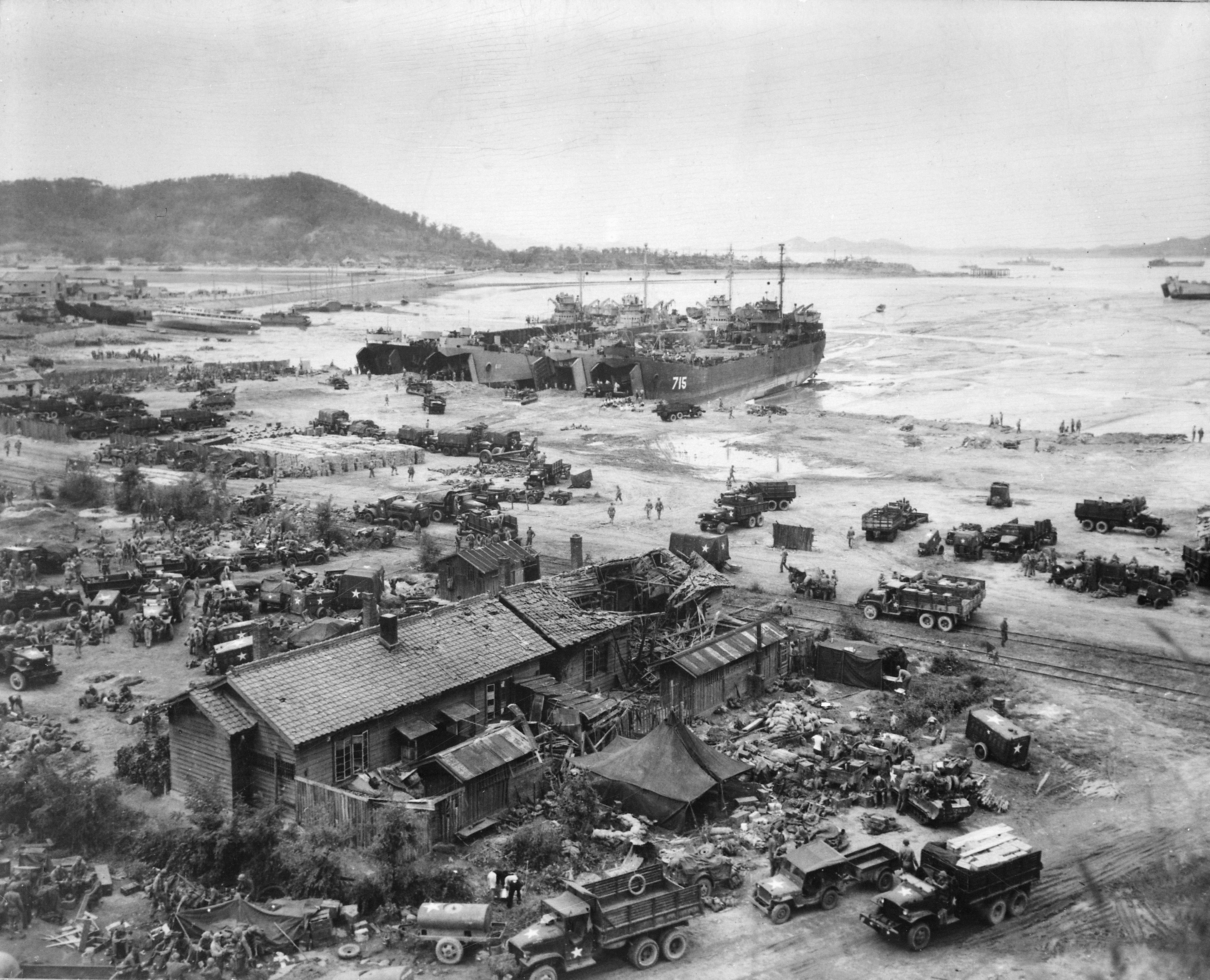
Le débarquement d'Incheon, le 15 septembre 1950.

Dès le début du conflit, à l’été 1950, la Task Force 77, bâtie autour du porte-avions USS Valley Forge, du croiseur lourd USS Rochester (CA-124) (en), de huit destroyers et trois sous-marins est envoyée sur place. Rejoint par le porte-avions USS Philippine Sea et la Task Force 96, la flotte est envoyée assurer un appui aérien rapproché aux troupes américaines et sud-coréennes réduites au Périmètre de Pusan et contrer l’offensive nord-coréenne. La Task Force 77 soutient le débarquement de Pohang, le 18 juillet 1950. En septembre 1950, les Américains lancent une contre-offensive appuyée par la Task Force 90 et plus de 230 navires amphibies, en débarquant à Inchon. Les porte-avions USS Badoeng Strait, USS Boxer, USS Leyte, USS Valley Forge, USS Sicily et USS Philippine Sea assistent les différentes opérations de contre-offensive. Les troupes de l'ONU parviennent à reprendre Séoul et à libérer les territoires situés au sud du 38e parallèle. La bataille du réservoir de Chosin contraint cependant les troupes de l'ONU à arrêter leur offensive en territoire nord-coréen et à évacuer près de 105 000 soldats, 90 000 civils, 17500 véhicules et plus de 350 000 tonnes de matériel depuis le port d'Hungnam en direction de Pusan,. L'évacuation par voie maritime se déroule avec l'appui significatif de la Task Force 90, du Philippine Sea (CV-47), du Valley Forge (CV-45), de l'USS Princeton, de l'USS Leyte mais aussi du cuirassé USS Missouri, du croiseurs USS Saint Paul, de l'USS Rochester (CA-124) (en) et d'un grand nombre de destroyers. Cette opération d’évacuation par voie maritime est l’une des plus importantes de l'histoire. La marine mène aussi de nombreuses opérations de bombardement pour maintenir le blocus maritime, en particulier sur un important port de Corée du Nord, le port de Wonsan. Le blocus de Wonsan (en), mené du 16 février 1951 au 27 juillet 1953, est l’un des plus longs blocus navals de l’Histoire moderne.

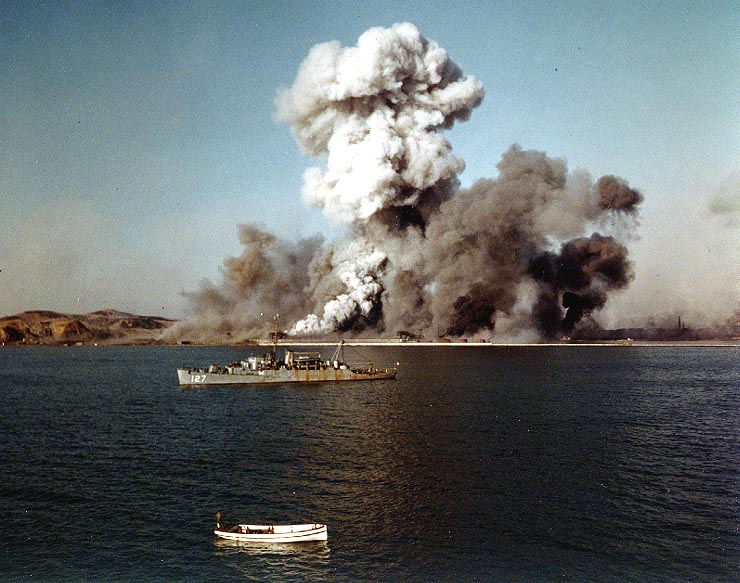
L'évacuation d'Hungnam.

Au fur et à mesure que la guerre se poursuit, d’autres porte-avions de l’US Navy effectuent des rotations au large de la Corée, comme l’USS Bataan (CVL-29), l’USS Bon Homme Richard (CV-31). En tout 15 porte-avions de l’US Navy participent à la guerre de Corée mais jamais plus de quatre simultanément. Les premiers avions à réaction participent aux combats comme le McDonnell F2H Banshee déployé dès l’été 1951 à partir de l’USS Essex. La majeure partie des opérations d'appui au sol est tout de même menée par des avions à pistons et en particulier le Chance Vought F4U Corsair. Les avions embarqués de la TF 77 mènent de nombreuses opérations de bombardements et de soutien sur la ligne de front ou sur les sites stratégiques situés en Corée du Nord comme sur Pyongyang. En tout, l’aéronavale totalise 275 000 sorties et déplore la perte de 564 avions en combat et 684 lors d’accidents. La marine n'enregistre que de très faibles pertes en termes de navires. En tous cinq navires de l'US Navy sont coulés par mines : quatre dragueurs de mines (USS Magpie (AMS-25) (en), USS Pirate (AM-275) (en), USS Pledge (AM-277) (en), USS Partridge (AMS-31) (en)), et un remorqueur océanique (USS Sarsi (ATF-111) (en)). Les mines et les tirs de l'artillerie côtière nord-coréenne endommagent aussi 87 autres navires de guerre américains. Plus de 265 000 membres de la Navy servent en Corée, parmi eux 475 sont tués et 1576 sont blessés lors de combats. Chiffres auxquels il faut ajouter 4043 marins morts de maladie ou de blessures. Durant tout le conflit, la Marine permet de conserver la supériorité en mer et dans le ciel de Corée. La marine, dont la flotte passe de 267 navires à plus de 1000 lors de la période, et l'aviation embarquée ont démontré leur importance en pesant de manière décisive sur le conflit.

#### La guerre du Viêt Nam
Pour un article plus général, voir Guerre du Viêt Nam.
Les Incidents du golfe du Tonkin en août 1964 qui ont conduit à l'intervention massive des États-Unis mettent en jeu deux navires de l’US Navy, l'USS Maddox et l'USS Turner Joy qui auraient été attaqués par des torpilleurs nord-vietnamiens. La vraisemblance de cette attaque a depuis été remise en cause.
C’est une large combinaison de navire de l’US Navy qui participe à la guerre du Viêt Nam. Des milliers de frappes aériennes sont lancées depuis les porte-avions situés au Yankee Station (en) et au Dixie Station (en), tandis que les petites canonnières de la marine fluviale, la Mobile Riverine Force (en), patrouillent le long des rivières du Viêt Nam et en particulier dans le delta du Mékong. D'autres opération conduites par la Marine visent aussi à contrôler les échanges fluviaux et maritimes et perturber les lignes nord-vietnamiennes d'approvisionnement : Operation Game Warden (en), Operation Market Time (en) ou encore Operation Sealords (en).
La projection de forces aériennes depuis les porte-avions participe principalement à l'appui aérien rapproché des troupes au sol, des frappes limitées contre des cibles tactiques ou stratégiques et à l'interdiction des lignes d'approvisionnement. Leur réussite peut être extrêmement élevée comme le bombardement de Hải Phòng en 1972 qui stoppe quasiment l’approvisionnement du Nord Viêt Nam; mais bien trop tard pour changer le cours de la guerre. Globalement, l’efficacité des campagnes de bombardements est bien moindre que lors de la guerre de Corée. L’US Navy participe conjointement à l'US Air Force aux campagnes aériennes de bombardements contre le Nord Viêt Nam. Si l’opération Rolling Thunder est un échec relatif, les opérations Linebacker et Linebacker II contraignent le Nord Viêt Nam à revenir à la table des négociations. Lors de l’opération Linebacker, la Navy effectue en moyenne 4000 sorties par mois et tire plus de 110 000 obus sur le nord Viêt Nam. La marine maintient un blocus très efficace pour empêcher le ravitaillement des forces ennemies, et apporte le soutien de son artillerie contre des cibles situées sur le littorales du Viêt Nam. Elle assure aussi le transport amphibie des Marines de même que le soutien logistique et médical.

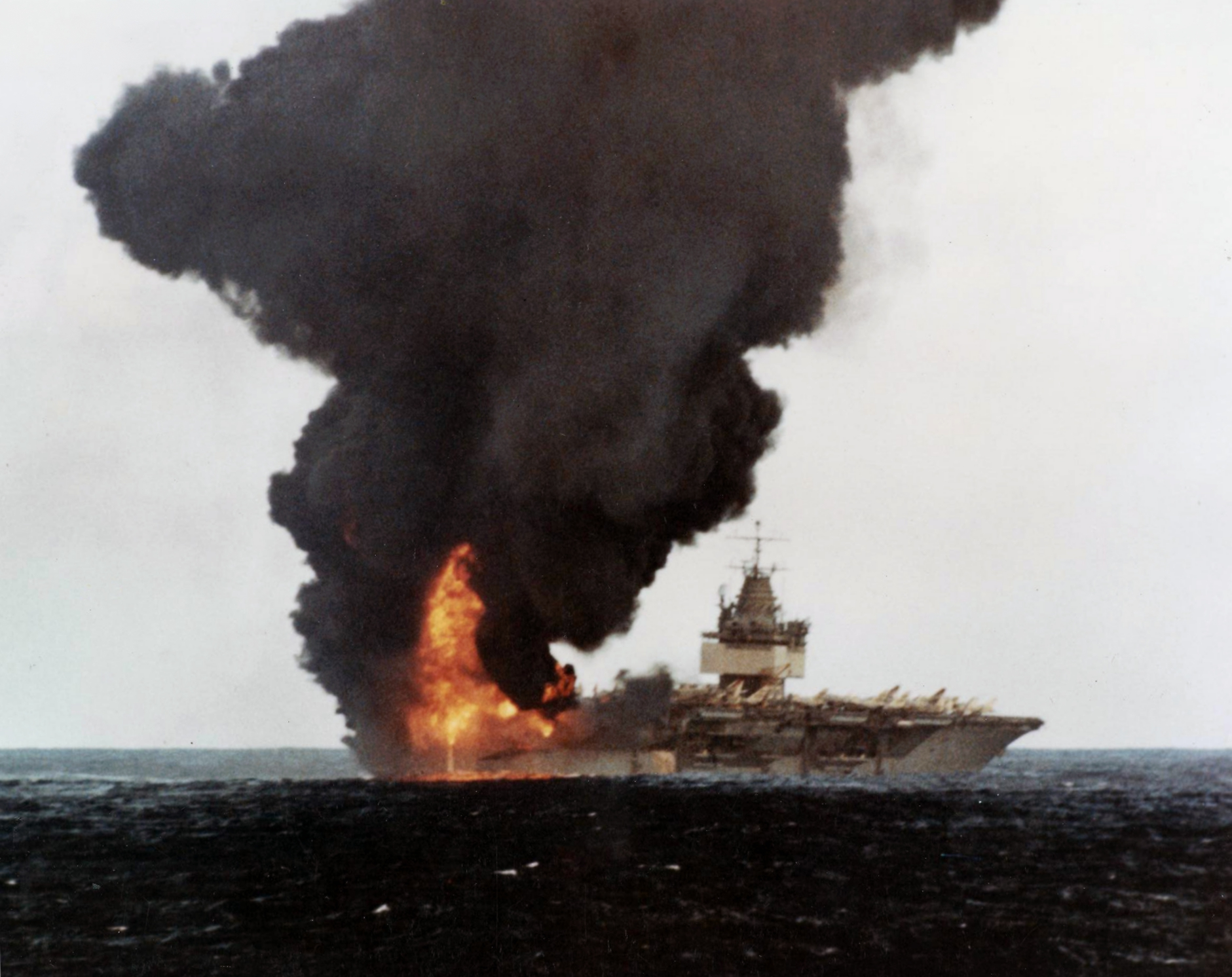
L'explosion de 1969 sur l'USS Enterprise (CVN-65).

Comme lors de la guerre de Corée, les porte-avions américains, intégrés à la Septième flotte, effectuent un roulement afin d’assurer une permanence en Mer de Chine. Entre 1964 et 1975, une vingtaine de porte-avions participent aux combats avec 3 à 4 navires présents simultanément sur une durée moyenne de 8 à 10 mois. Dans l’ordre de première mission, les porte-avions concernés sont les USS Kitty Hawk, USS Oriskany, USS Bon Homme Richard, USS Ticonderoga, USS Constellation, USS Ranger, USS Hancock, USS Yorktown, USS Coral Sea, USS Bennington, USS Kearsarge, USS Midway, USS Independence, USS Hornet, USS Enterprise, USS Intrepid, USS Franklin D. Roosevelt, USS America, USS Shangri-La, et USS Saratoga. Si les porte-avions n’ont jamais essuyé d’attaques directes, trois d’entre eux ont subi de graves incidents faisant de nombreuses victimes. L’USS Oriskany est lourdement endommagé par un incendie en 1966 qui fait 44 morts. En 1967, l’accident de l'USS Forrestal, à la suite du déclenchement accidentel d’une roquette Zuni fait 134 morts et détruit 21 avions. En 1969, les mêmes circonstances font plus d’une vingtaine de morts et détruisent quinze avions sur l’USS Enterprise. Ce dernier participe aux opérations d’évacuation de Saigon en 1975.
À la fin de la guerre du Viêt Nam, les pilotes de la Navy ont effectué près de 830 000 sorties au-dessus du Sud Viêt Nam (contre 1,7 million pour l’US Air Force) et 302 000 sorties au-dessus du Nord Viêt Nam (contre 226 000 pour l’US Air Force). Plus de 530 avions appartenant à la marine ont été perdus au combat et 320 lors d’accidents. Un total de 1842000 marins servent sur la durée du conflit sur lequel 1631 perdent la vie et 4178 sont blessées. Malgré les différents engagements de la marine à travers le monde, la construction de nouveaux bâtiments est ralentie par les présidents Lyndon B. Johnson et Richard Nixon à des fins d’économies ; en conséquence la plupart des porte-avions présents au large du Viêt Nam datent de la Seconde Guerre mondiale. En 1978, la flotte est réduite à 217 navires de surface et 119 sous-marins.

#### La fin de la guerre froide

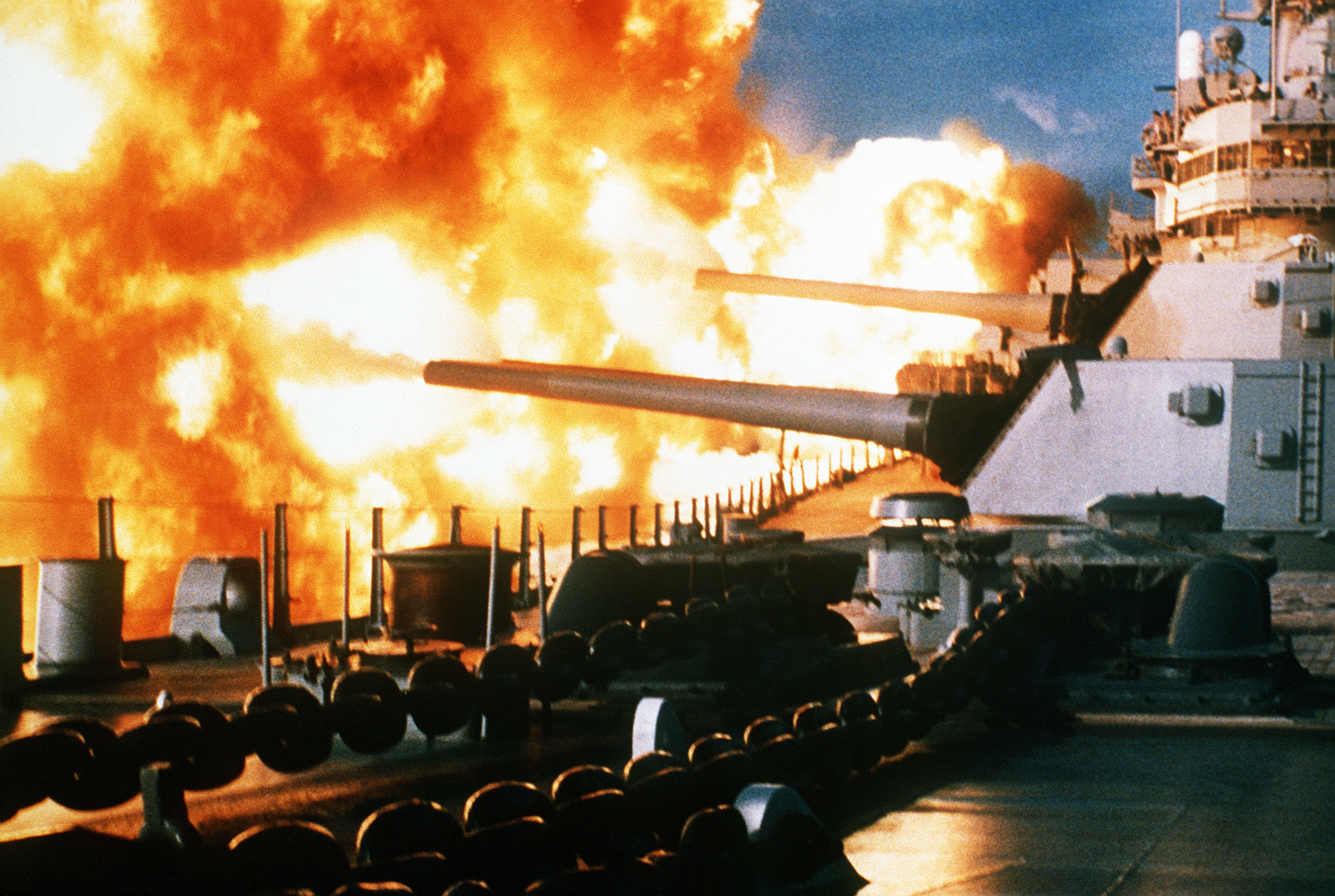
L'USS New Jersey fait feu sur Beyrouth (1984).

Pendant ce temps, la Marine soviétique se développe énormément et en dehors des porte-avions, dépasse la flotte américaine dans tous les types principaux de navires. L’US Navy en conclut qu’elle serait sans doute débordée par la flotte soviétique en cas de conflit direct. Cette préoccupation conduit l’administration Reagan à fixer l’objectif d’une Marine de 600 navires, et, en 1988, la flotte atteint 588 navires en service actif. Ce nombre a de nouveau diminué au cours des années ultérieures.
Dans le cadre de la marine de 600 navires, les cuirassés de classe Iowa, l'USS Iowa (BB-61), l'USS New Jersey (BB-62), l'USS Missouri (BB-63), et l'USS Wisconsin (BB-64) sont réactivés après plusieurs années hors service. Ils sont modernisés dans le courant des années 1980 et équipés notamment de missiles de croisière (AGM-84 Harpoon et BGM-109 Tomahawk) et de quatre Phalanx CIWS,,. En 1989, l’explosion de la tourelle numéro 2 de l'USS Iowa fait 47 morts parmi les membres de l’équipage.
Si l’US Navy n’est pas plus engagée dans un conflit majeur depuis la fin de la guerre du Viêt Nam, elle participe tout de même à certains nombres d’opération militaires. Elle apporte son soutien lors de l’Invasion de la Grenade en 1983. Au début des années 1980, l’US Navy accroît sa présence en Méditerranée orientale. Les incidents du Golfe de Syrte en 1981 et en 1989 ainsi que l'opération El Dorado Canyon mettent aux prises l'US Navy aux forces libyennes. En réponse aux attentats du 23 octobre 1983 à Beyrouth, l’USS New Jersey (BB-62) bombarde en janvier 1984 les positions syriennes à Beyrouth. En 1987 et 1988, la marine américaine mène plusieurs opérations de combat dans le golfe Persique contre l'Iran, notamment la bataille des plates-formes pétrolières Sassan et Sirri, la plus grande bataille navale surface-air depuis la Seconde Guerre mondiale. Dans le cadre de ces tensions entre l'Iran et les États-Unis, le 3 juillet 1988, le croiseur américain USS Vincennes (CG-49) abat par erreur le vol 655 Iran Air faisant 290 victimes civiles.

### L'après guerre froide (1991-présent)

#### Conflits récents
Pour des articles plus généraux, voir Guerre du Golfe, Opération Allied Force, Guerre d'Afghanistan (depuis 2001) et Guerre d'Irak.
Avec la dislocation de l'URSS, la marine soviétique a perdu de sa puissance et se trouve dans la grande majorité intégrée dans la Flotte maritime militaire de Russie. Sans personnel suffisant et sans argent pour entretenir la flotte, beaucoup de navires sont vendus à des pays étrangers où décrépissant dans les ports, laissant les États-Unis comme unique superpuissance navale. Si les forces navales américaines ont fait l'objet d'une baisse en termes absolus passant de 570 navires en 1990 à 337 en 2001, les États-Unis éclipsent les autres puissances navales à travers le monde comme en témoignent ses douze groupes aéronavals actifs en 1992. Durant les années 1990, la stratégie navale des États-Unis impose à ses forces armées la capacité à s’engager dans deux guerres simultanées sur des fronts distincts.

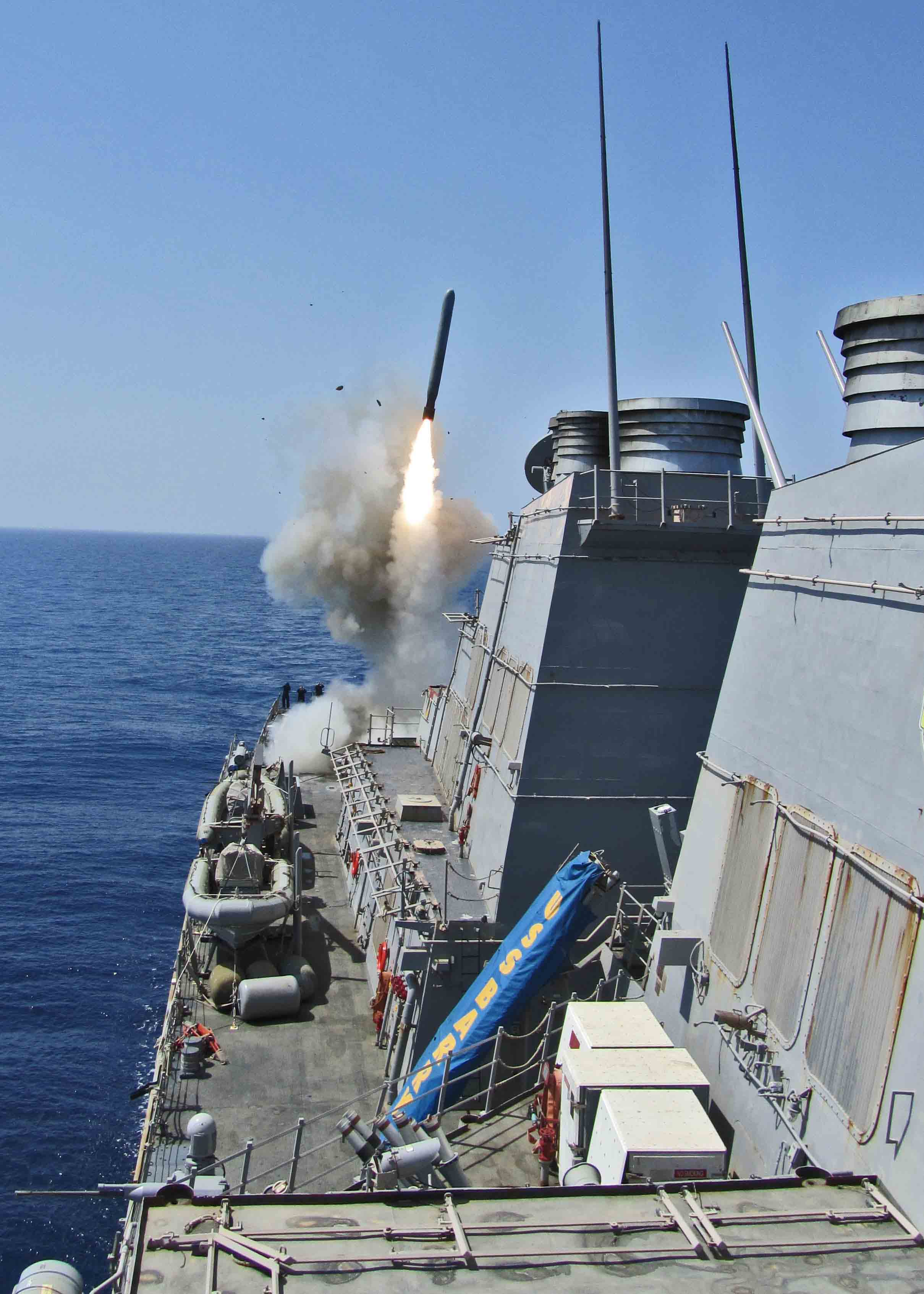
Tir d'un missile Tomahawk depuis l' lors de l'opération Odyssey Dawn en mars 2011.

Les navires de la Marine participent à un certain nombre de conflits après la fin de la guerre froide. La Marine joue un rôle important dans la phase d'ouverture de la guerre du Golfe de 1991 contre l'Irak. Les navires de la marine lancent des centaines de missiles de croisière Tomahawk et les avions de la marine embarqués sur six porte-avions situés dans le golfe Persique et en mer Rouge participent aux combats. Les cuirassés USS Missouri et USS Wisconsin tirent apour la première fois depuis la guerre de Corée avec leurs canon de 406 sur plusieurs cibles au Koweït, début février. Après la guerre du Golfe, l'US Navy participe également à plusieurs opérations militaires contre le régime irakien comme avec l'Opération Desert Strike en 1996 ou l'Opération Desert Fox en 1998. En 1999, des centaines d’avions de la Marine effectuent des milliers de sorties à partir de bases en Italie, en Allemagne et du porte-avions USS Theodore Roosevelt (CVN-71) situé en mer Adriatique contre des cibles en Serbie et au Kosovo pour essayer d'arrêter le nettoyage ethnique en cours au Kosovo. Des missiles BGM-109 Tomahawk ont également été tirés à partir de navires et sous-marins de l'US Navy. Après une campagne de 78 jours, la Serbie capitule devant les forces de l'OTAN.
Lors de la campagne d’Afghanistan en 2001, l’US Navy mobilise les porte-avions USS Theodore Roosevelt (CVN-71), USS Enterprise (CVN-65), USS Carl Vinson (CVN-70) et USS Kitty Hawk (CV-63), une dizaine d’autres navires et un sous-marins. Le porte-avions américain Kitty Hawk est utilisé comme base flottante pour les forces spéciales et il embarque 600 personnes et une vingtaine d'hélicoptères MH-60 Blackhawks et CH-47 Chinooks de la Task Force Sword. Des dizaines d’avions de la marine lancés depuis les porte-avions USS Carl Vinson et Entreprise, effectuent des centaines de sorties et participent à la campagne de bombardement et environ 50 missiles de croisière Tomahawk sont lancés depuis quatre navires de surfaces et un sous-marin situés dans l’Océan Indien. Si la présence de la marine est moindre lors du second conflit irakien, souvent limité à des questions logistiques, elle implique tout de même 61296 marins et 2056 réservistes de la marine. En complément aux bombardements de l'US Air Force, plusieurs navires participent aux combats, et lancent près de 40 missiles de croisière Tomahawk à partir du croiseur USS Cowpens (CG-63) (en) du destroyer USS Donald Cook (DDG-75), et de deux sous-marins situés en mer Rouge et dans le golfe Persique,. Au total, cent trois membres de la marine américaine sont morts lors de la guerre d'Irak.
En 2011, l’US Navy lance l’Opération Odyssey Dawn dans le cadre de la guerre civile libyenne de 2011. Sous le commandement du navire amiral de la Sixième flotte américaine, l’USS Mount Whitney (LCC-20), le Kearsarge Amphibious Ready Group (en) (composé du Kearsarge, Ponce et du USS Carter Hall (LSD-50) (en)), accompagné de deux destroyers (les Barry et Stout), de deux sous-marins de classe Los Angeles (USS Providence et USS Scranton), du sous-marin nucléaire lanceur de missiles de croisière Florida, et des navires auxiliaires USNS Kanawha (T-AO-196) (en), USNS Lewis and Clark, et USNS Robert E. Peary participent aux opérations. Plusieurs vedettes de la marine libyenne sont détruites et plus d’une centaine de missiles BGM-109 Tomahawk sont tirés depuis les navires et les sous-marins américains sur des cibles stratégiques en Libye,.

#### Nouvelles orientations et reconfiguration
En 2012, l'amiral Jonathan Greenert, chef des opérations navales, a décidé de durcir les critères de sélections des officiers amenés à commander un navire. Dans cette optique, plusieurs commandants ont été relevés de leur affectation. Ce changement de cap a pour but d’élever le niveau d’excellence de la Marine après plusieurs affaires qui ont terni l’image de l’US Navy, comme celle du capitaine Holly Graf (en), relevée pour cruauté et mauvais traitements.
En mars 2007, la marine américaine atteint sa plus petite taille depuis la Première Guerre mondiale avec une flotte composée de 274 navires. Depuis la fin de la guerre froide, la Marine réoriente ses objectifs. Configurée pour faire face à une guerre à grande échelle avec l'Union soviétique, la flotte se transforme progressivement pour être capable de mener rapidement des opérations militaires lors de conflits régionaux limités et des opérations spéciales. La participation de la marine à la guerre contre le terrorisme s’inscrit aussi dans cette optique.

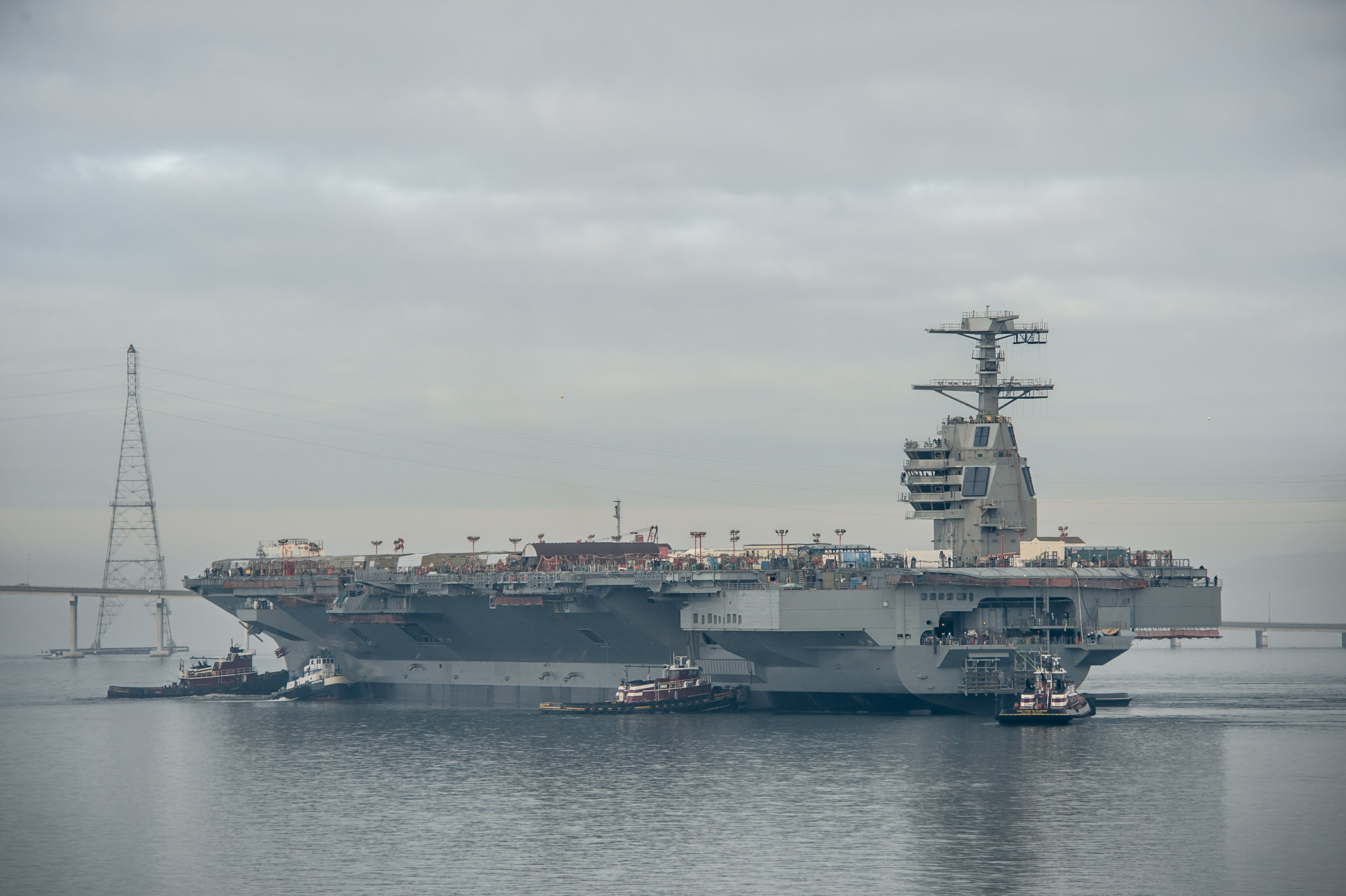
L'USS Gerald R. Ford (CVN-78) en cours de construction aux chantiers Newport News Shipbuilding en novembre 2013.

Afin de faire face à ces nouvelles menaces, l’US Navy poursuit le développement de nouveaux types de navires et de nouvelles armes. La classe Gerald R. Ford accueille son premier porte-avions — l’USS Gerald R. Ford (CVN-78) — en 2017. Le programme Littoral combat ship met en œuvre deux classes de frégates chargées d’opérer en zone littorale, la classe Freedom et la classe Independence. Les destroyers de la classe Zumwalt de 14 000 tonnes constituent une rupture technologique, mais tous ces navires ont vu leur coût dépasser largement les précisions initiales et leurs systèmes nécessitant de longues mises au point voir abandonnés tels les obus de très longue portée prévus pour ces derniers conduisant à la construction de seulement trois Zumwalt. Les Littoral combat ship sont considérés comme des échecs, conduisant à la mise en chantier de frégates plus classique de la Classe Constellation a partir de 2022 et à une augmentation de destroyers de la Classe Arleigh Burke (en service depuis 1991, on annonce en 2021 qu'un total de 89 sont prévus). 
Elle envisage aussi le remplacement de ses SNLE de classe Ohio par la classe Columbia. Parmi les nouvelles armes en développement dans l’US Navy, on peut citer le Laser Weapon System, arme à énergie dirigée, en cours de tests opérationnels sur l’USS Ponce (LPD-15) depuis juillet 2014,,.
L'United States Naval Institute, ainsi qu’un certain nombre d’amiraux, ont rappelé leur inquiétudes au sujet de la menace potentielle que constituent l’Iran et la Chine et révélé leur préoccupations quant à la capacité de l’US Navy à répondre à ces nouvelles problématiques,. Le secrétaire à la Défense Leon Panetta a déclaré que la marine devrait passer d’un rapport de présence 50-50 entre le Pacifique et l'Atlantique à 60-40 en faveur du Pacifique. Le chef des opérations navales Jonathan Greenert et le chef d'état-major des armées des États-Unis Martin Dempsey ont précisé que cela ne signifie pas un afflux brutal de navires vers le Pacifique occidental,,. Cette modulation des forces de l’US Navy s’inscrit dans une continuation depuis la guerre froide où la majeure partie des sous-marins de la flotte était située dans l’Atlantique pour faire face aux Russes vers 60 pour cent des sous-marins stationnés sur la côte Pacifique en 2006 pour contrer la marine chinoise qui est passé au 3e rang mondial en 2005 et qui pourrait surpasser la marine russe dans les années 2020. La priorité de ses forces sur l'océan Pacifique et la réduction de sa flotte ne mettent pas à l’abri, l’United States Navy, d’un débordement de ses capacités alors qu’elle continue à assurer des missions à l'échelle planétaire.
Entre 2015 et 2016, dans ce cadre stratégique et dans le contexte du conflit en mer de Chine méridionale et de la présidence de présidence de Barack Obama, l'United States Navy multiplie les patrouilles navales et aériennes en mer de Chine et notamment au large des Îles Spratleys, l'une des pierres d’achoppement du conflit,,,. 
En date de 2022, la tension sino-taiwanaise persiste voir s'intensifie tandis que l'invasion de l'Ukraine par la Russie oblige la marine américaine à une surveillance accrue des eaux européennes.